# 東部發電廠

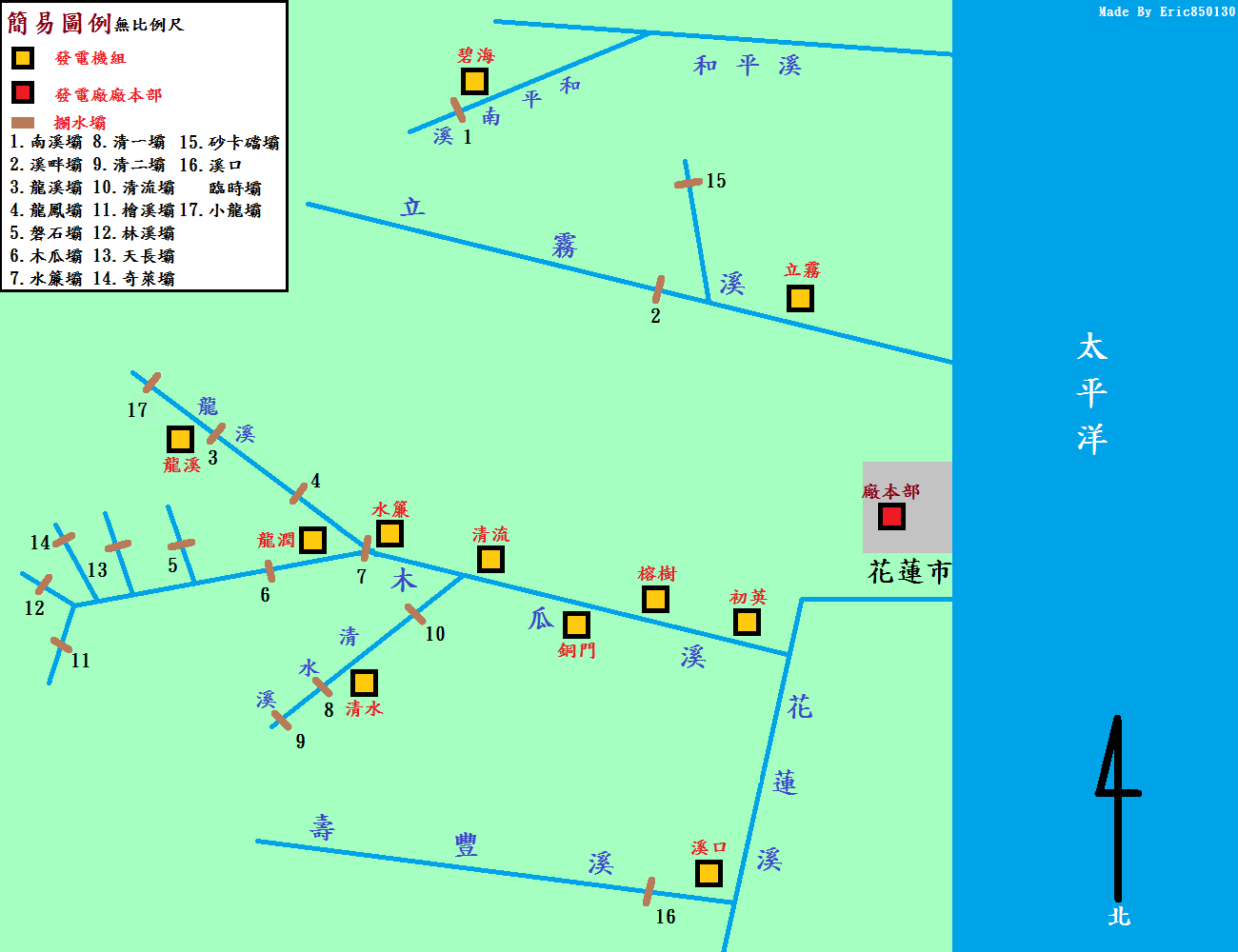
台灣電力公司東部發電廠 各發電機組與發電壩體之簡易位置圖

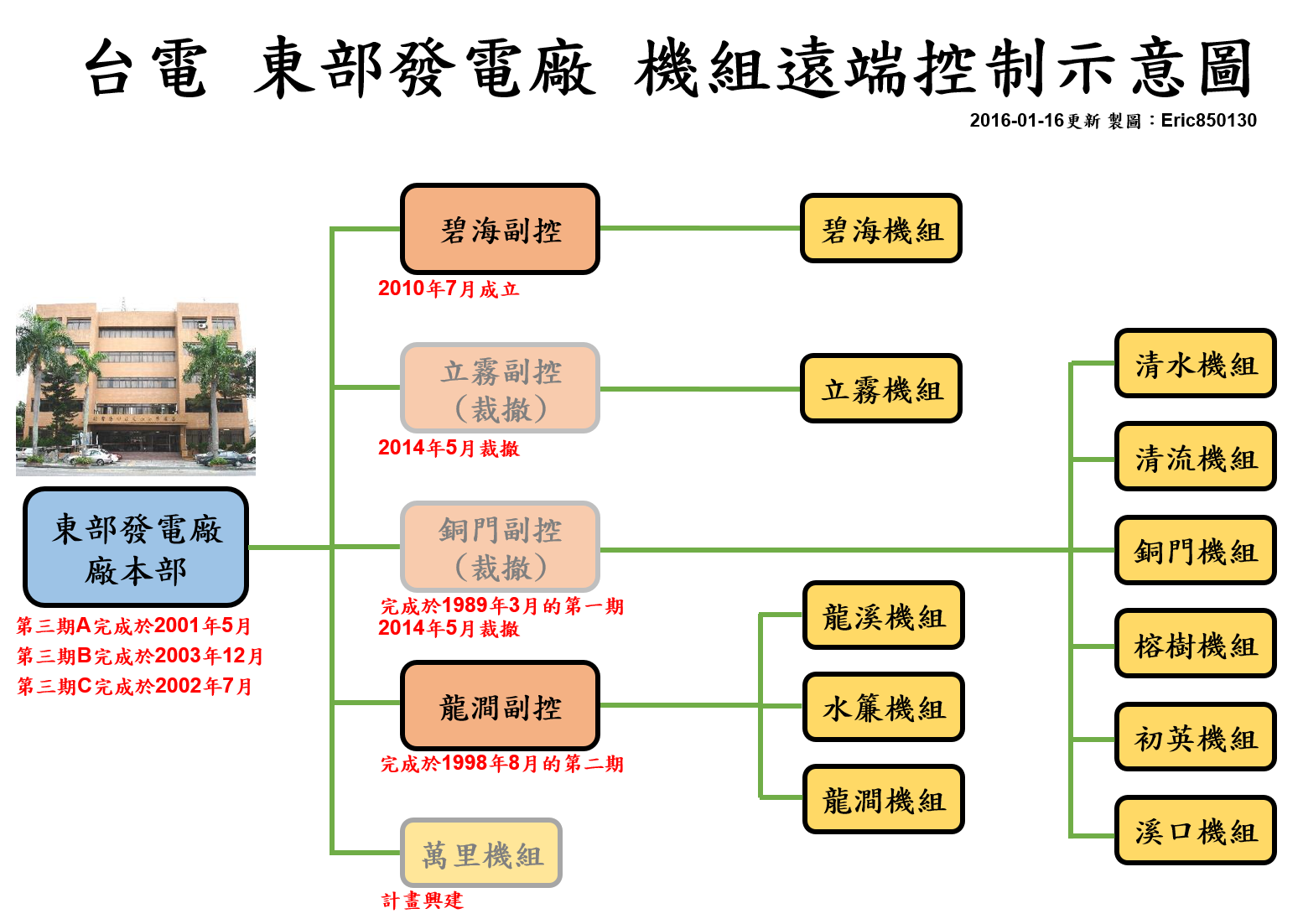
臺灣電力公司 東部發電廠 自動化遙控發電示意圖

東部發電廠，官方正式名稱為臺灣電力股份有限公司東部發電廠，為臺灣電力公司管理臺灣東部水力發電廠之管理機關，主管中心位於花蓮縣花蓮市。
目前管轄分布於花蓮縣境內共11處的發電機組，及台東區營業處移撥之東興發電廠，旗下所管理之發電機組主要集中在花蓮溪支流木瓜溪沿線，僅溪口機組、立霧機組與碧海機組分別位於壽豐溪、立霧溪、和平溪流域，及臺東縣利嘉溪的東興機組。總計旗下共有12個廠、19部機組，總裝置容量到達245MW。

## 沿革

### 日治時期 -二戰結束前
臺灣電力公司東部發電廠最早可追溯於臺灣日治時期，爾後再1944年（昭和19年）8月，當時的清水第一機組、銅門機組以及立霧機組因颱風來襲，其引發之洪水將兩座發電廠沖毀，於隔年，美軍空襲導致當時位在花蓮的軍用製鋁工廠被炸毀，電力需求量大減。

### 二戰結束後 - 2000 年
1946年（民國35年）中華民國接管臺灣後隔年，臺灣省政府旗下之臺灣電力公司原先計畫先修復位在臺灣西部遭美軍轟炸原日本人所遺離下來的發電設施，並且，當時的臺電總經理劉晉鈺開始規畫進行烏來發電廠之工程計畫，招聘外國工程專家以及請求外匯支援，然而因當時國際情勢的險峻，直到1949年（民國38年），外匯始終沒有撥到臺電，後續轉而開始進行東部發電廠之復健的評估。
1949年（民國38年）5月11日，劉晉鈺率領臺電企劃處工作人員等多人前往花蓮立霧、初音、銅門以及清水第二等日本人所遺留之發電機組進行考察，當時評估認為，由於日治時期遭到美軍炸毀的製鋁工廠至今尚未修復，因此東部地區的用電量尚不高，在東部發電廠修復後，可再興建一條東電西送之輸電線路將東部發電廠之多餘電力轉送西部，並得到以下結論：
- 立霧發電廠之取水來源立霧溪因經過多次颱風侵襲導致大量泥沙堆積河床，其抬昇高度甚至超過原日本人建廠時的高度，因此導致水輪發電機發電後的尾水無法順利排放至溪流，再加上原上游之攔水壩以及進水口皆已被沖毀需要重建，故其評估修復有一定困難。[1]
- 清水第二以及銅門發電廠所在之木瓜溪因在1943年（昭和18年）時遭遇颱風侵襲，導致河床抬昇近20公尺，使得清水第二以及銅門發電廠之廠房被淹沒至泥沙之下，需另選新場址重建發電廠以及重建攔水壩與進水口。不過其兩座發電廠之原發電設備再經過臺電東區蒲敏仁主任的團隊帶領下，將其挖掘出並修復完善，僅需選定場址後方可進行發電。[1]
- 初音發電廠原使用一部分之灌溉用水進行發電，並且其水頭僅19.5公尺當時之裝置容量也僅1770千瓦，然1949年（民國38年）5月過後，當時省政府水利局已將其進水口之水路修復，可直接進行商轉發電。[1]
- 東西電力網路路線計畫早在日治時期末期便已有規劃，甚至已完成計畫報告書。[1]

在東部發電廠修復計畫受到時任機電處處長孫運璿等人的支持下，計畫通過開始執行，於1950年（民國39年）9月成立立霧工程處進行立霧發電廠之興建計畫。隔年，1951年臺電成立「東部發電區管理處」。
1952年（民國41年），立霧發電廠完工。同年9月成立銅門工程處，開始進行木瓜溪流域發電廠之興建工程，於1955年（民國44年）1月完成一號機之工程並商轉發電。1977年：東部發電區管理處改組為「東部發電處」。

### 2000年 - 至今
2001年5月，因應政府組織改造，「東部發電處」改組成「東部發電廠」，旗下多座發電廠亦改稱為發電機組。並且完成自動化遙控機組工程，總控制中心為「東部發電廠遙控中心」。
「東部發電廠遙控中心」以下再劃分為
- 控制龍溪機組、水簾機組、龍澗機組與其發電水壩進水口閘門開關的「龍澗副控」。[2]
- 控制清水機組、清流機組、銅門機組、榕樹機組、初英機組、溪口機組與其發電水壩進水口閘門開關的「銅門副控」。[2]
- 控制砂卡礑壩進水口閘門開關的「立霧副控」。[2]

總計「東部發電廠遙控中心」對12座水力發電廠19部發電機組實施集中遙控自動化。
原定於2010年完工並商轉發電的西寶水力發電計劃，預計也將併入東部發電廠，然計畫目前已取消並轉由萬里水力發電計畫取代之。
2010年7月，碧海發電廠進行開關廠加壓以及增設「碧海副控」之工程。
2011年，碧海發電廠併入東部發電廠體制中。
2014年5月，東部發電廠因應廠內組織及人員精簡，將原有之「銅門副控」以及「立霧副控」裁撤廢除，並將原兩座副控之功能整併到東部發電廠位在花蓮市區廠本部2樓的總控制中心。
2020年起原台東區營業處所管轄之東興發電廠資產移撥給東部發電廠，改設置東部發電廠東興機組，並於東部發電廠遙控中心設有遠端監控系統，但仍委託台東區營業處就近代理管理及協助營運電廠。

## 組織架構

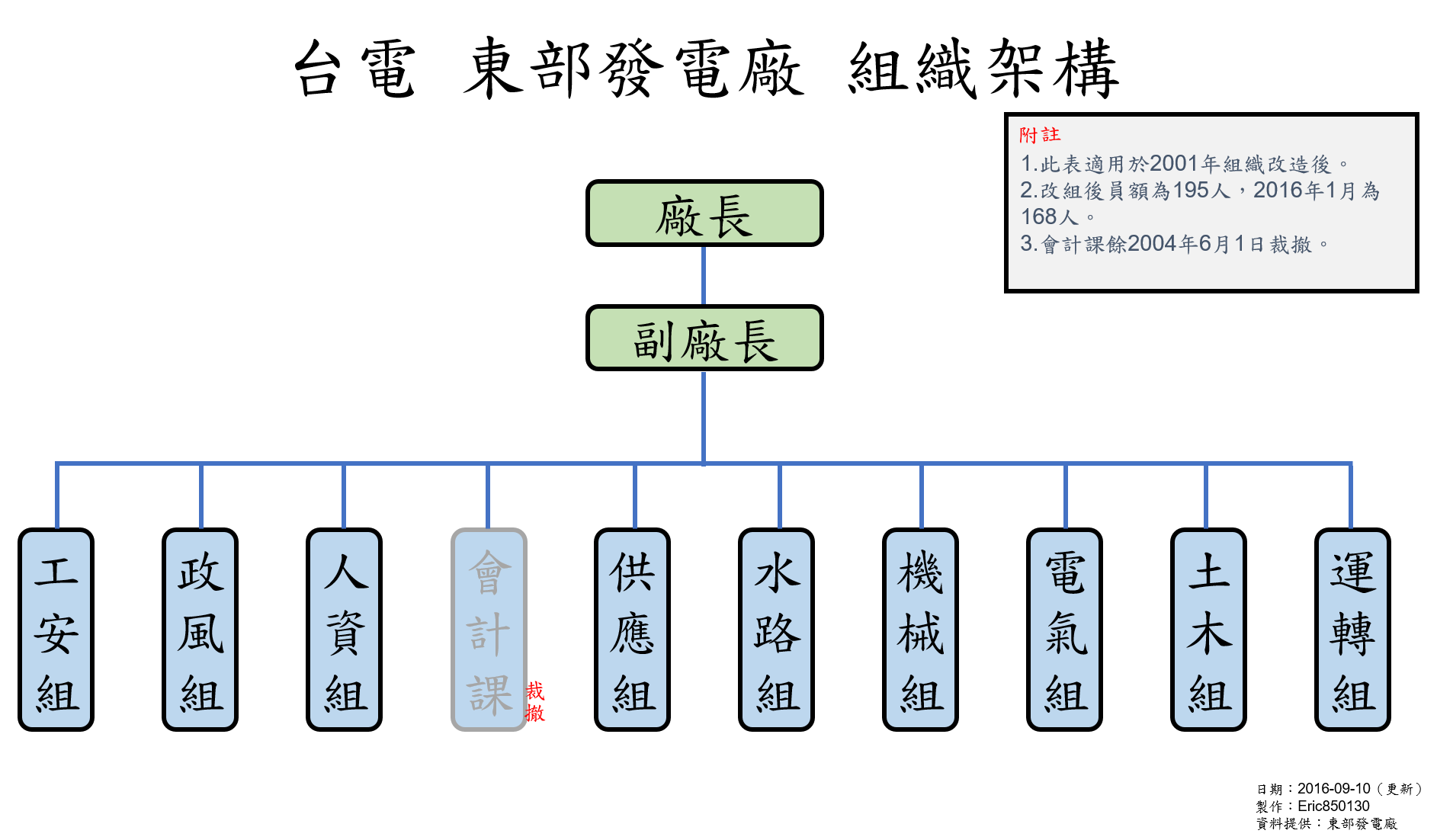
東部發電廠 組織架構（原始資料由東部發電廠提供）

## 歷任廠長
| 任別               | 姓名               | 任期                     |                    |                    |                    |                    |                    |                    |                    |                    |                    |
| 東部發電管理處處長 | 東部發電管理處處長 | 東部發電管理處處長       | 東部發電管理處處長 | 東部發電管理處處長 | 東部發電管理處處長 | 東部發電管理處處長 | 東部發電管理處處長 | 東部發電管理處處長 | 東部發電管理處處長 | 東部發電管理處處長 | 東部發電管理處處長 |
| ------------------ | ------------------ | ------------------------ | ------------------ | ------------------ | ------------------ | ------------------ | ------------------ | ------------------ | ------------------ | ------------------ | ------------------ |
| 1                  | 楊喜英             | 1951年10月 - 1954年7月   |                    |                    |                    |                    |                    |                    |                    |                    |                    |
| 2                  | 李成德             | 1954年7月 - 1958年9月    |                    |                    |                    |                    |                    |                    |                    |                    |                    |
| 3                  | 柴繼先             | 1958年9月 - 1963年10月   |                    |                    |                    |                    |                    |                    |                    |                    |                    |
| 4                  | 楊金欉             | 1963年10月 - 1969年7月   |                    |                    |                    |                    |                    |                    |                    |                    |                    |
| 5                  | 黎承祖             | 1969年7月 - 1973年1月    |                    |                    |                    |                    |                    |                    |                    |                    |                    |
| 6                  | 吳登貴             | 1973年1月 - 1977年       |                    |                    |                    |                    |                    |                    |                    |                    |                    |
| 東部發電處處長     |                    |                          |                    |                    |                    |                    |                    |                    |                    |                    |                    |
| 6                  | 吳登貴             | 1977年 - 1982年8月       |                    |                    |                    |                    |                    |                    |                    |                    |                    |
| 7                  | 高而遜             | 1982年8月 - 1987年6月    |                    |                    |                    |                    |                    |                    |                    |                    |                    |
| 8                  | 嚴定安             | 1987年6月 - 1989年10月   |                    |                    |                    |                    |                    |                    |                    |                    |                    |
| 9                  | 蔡清源             | 1989年11月 - 1998年4月   |                    |                    |                    |                    |                    |                    |                    |                    |                    |
| 10                 | 廖炳煌             | 1998年5月 - 1999年1月    |                    |                    |                    |                    |                    |                    |                    |                    |                    |
| 11（代理）         | 胡榮生             | 1999年1月 - 2001年4月    |                    |                    |                    |                    |                    |                    |                    |                    |                    |
| 東部發電廠廠長     |                    |                          |                    |                    |                    |                    |                    |                    |                    |                    |                    |
| 12                 | 胡榮生             | 2003年5月 - 2006年1月    |                    |                    |                    |                    |                    |                    |                    |                    |                    |
| 13                 | 洪志隆             | 2006年1月 - 2007年2月    |                    |                    |                    |                    |                    |                    |                    |                    |                    |
| 14                 | 張堅埭             | 2007年2月 - 2008年5月    |                    |                    |                    |                    |                    |                    |                    |                    |                    |
| 15                 | 林豐生             | 2008年5月 - 2013年9月    |                    |                    |                    |                    |                    |                    |                    |                    |                    |
| 16                 | 俞仲英             | 2013年9月 - 2015年9月    |                    |                    |                    |                    |                    |                    |                    |                    |                    |
| 17                 | 葉丁財             | 2015年9月 - 2018年4月1日 |                    |                    |                    |                    |                    |                    |                    |                    |                    |
| 18（現任）         | 李重億             | 2018年4月1日 -           |                    |                    |                    |                    |                    |                    |                    |                    |                    |

## 旗下機組
東部發電廠依照地理位置，由北到南，大致可分為四大流域：和平溪流域、立霧溪流域、木瓜溪流域（含支流清水溪）、壽豐溪流域。

### 和平溪流域
和平溪流域上唯一的一座，也是臺灣唯一使用豎軸佩爾頓式水輪機的水力發電廠碧海發電廠，於2011年完工啟用商業運轉。

### 立霧溪流域
立霧溪下游的立霧發電廠，位於花蓮縣秀林鄉，即太魯閣口北岸。1940年臺灣總督府在太魯閣興建立霧發電廠，在溪畔建水壩，並開鑿輸水隧道，引立霧溪水至發電廠，「砂卡礑步道」主要即是當年為了開發立霧溪的水力發電以及維修水壩和水管而興建。1954年6月12日，立霧水力發電所由經濟部長尹仲容、臺灣省主席嚴家淦主持竣工，兩部發電機組發電容量達3.2萬千瓦。其中為了「立霧發電廠」而設置的「溪畔壩」，位於太魯閣台8線中橫公路太魯閣國家公園內，太魯閣峽谷附近，是立霧溪流域中唯一的一座水壩。

### 木瓜溪流域（含清水機組-支流清水溪）
臺灣日治時期，臺灣總督府已在木瓜溪流域興建小型水力發電廠，包括「清水發電所」與「初英發電所」。包括日治時期一直到戰後至今，臺灣電力公司由木瓜溪上游而下分別修建了龍溪、龍澗、水簾、清水、清流、銅門、榕樹和初英等八座水力發電廠，其中尾水提供下游水力電廠發電的順序為龍溪→龍澗→水簾→銅門→榕樹→初英，而龍澗發電廠是木瓜溪八座發電廠之中最大的一座，有效落差為855公尺，為亞洲第一高落差的水力發電廠。初英廠最後排出的尾水，流入吉安圳作為農田水利灌溉之用。

### 壽豐溪流域
目前壽豐溪唯一一座水力發電廠為「溪口發電廠」，位於花蓮縣壽豐鄉溪口村，也就是臺9線花東公路與台11丙線交叉口附近之河床上，興建於1941年，1942年遭盟軍飛機轟炸時，廠房和機器受創，停止運轉，至1952年始恢復運轉。1958年重建後，於1960年重新運轉，裝置容量為2,700瓩，每年發電量約1,450萬度。在東部發電廠旗下12個廠19部發電機組中，發電量第二小，僅高於東興機組。發電後的尾水，可提供壽豐鄉灌溉用水之用。

### 利嘉溪流域
東興發電廠原為台東區營業處所管轄之小水力發電廠，位於臺東縣卑南鄉利嘉溪支流大南溪，建於日治時期末期，戰後由台電公司接手修復，持續運轉，該廠裝置容量800kW，設置兩部豎軸法蘭西斯式水輪發電機，目前電廠已移撥給東部發電廠管理，但仍委託台東區營運處代理營運。

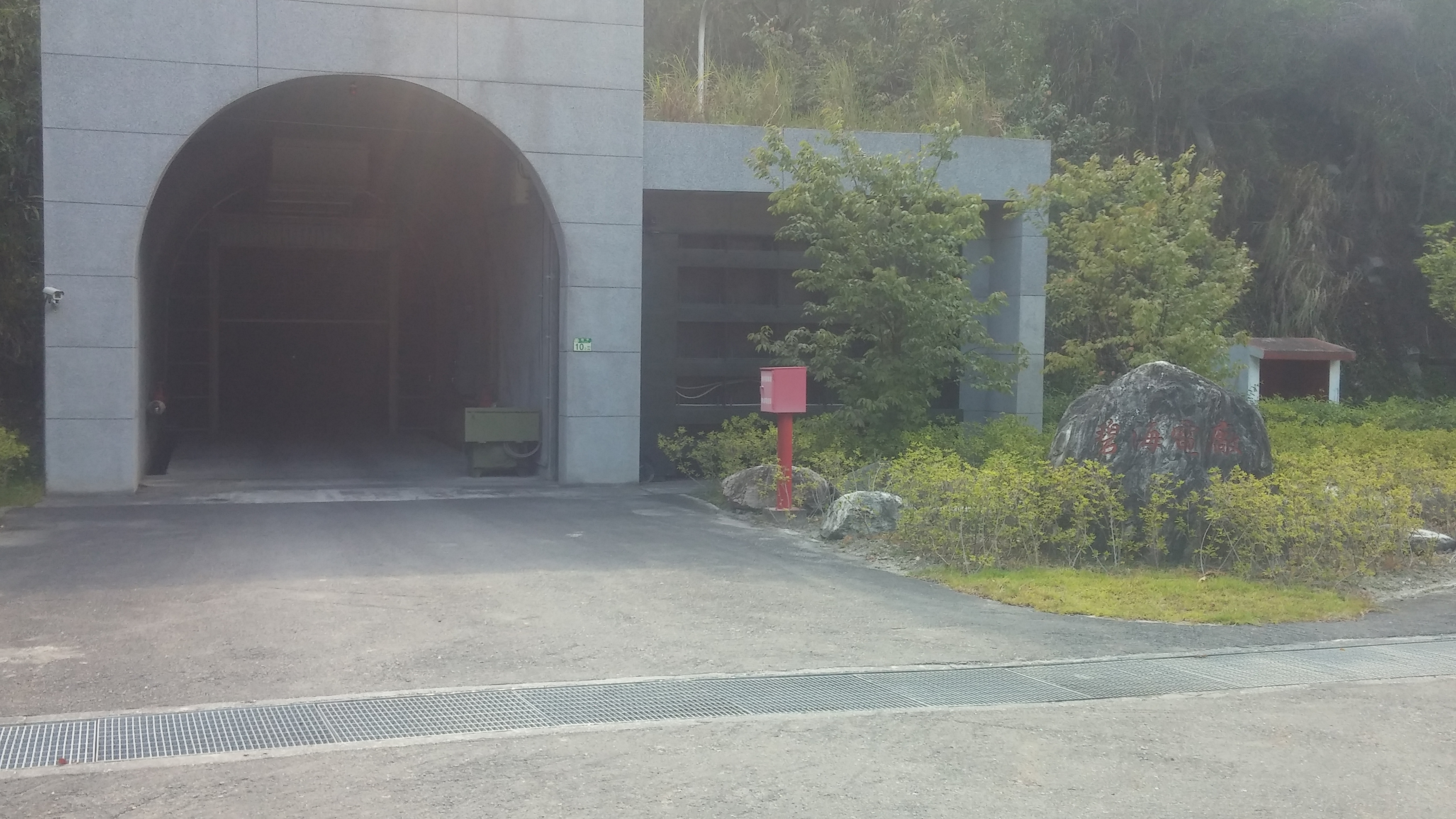
碧海機組廠房大門
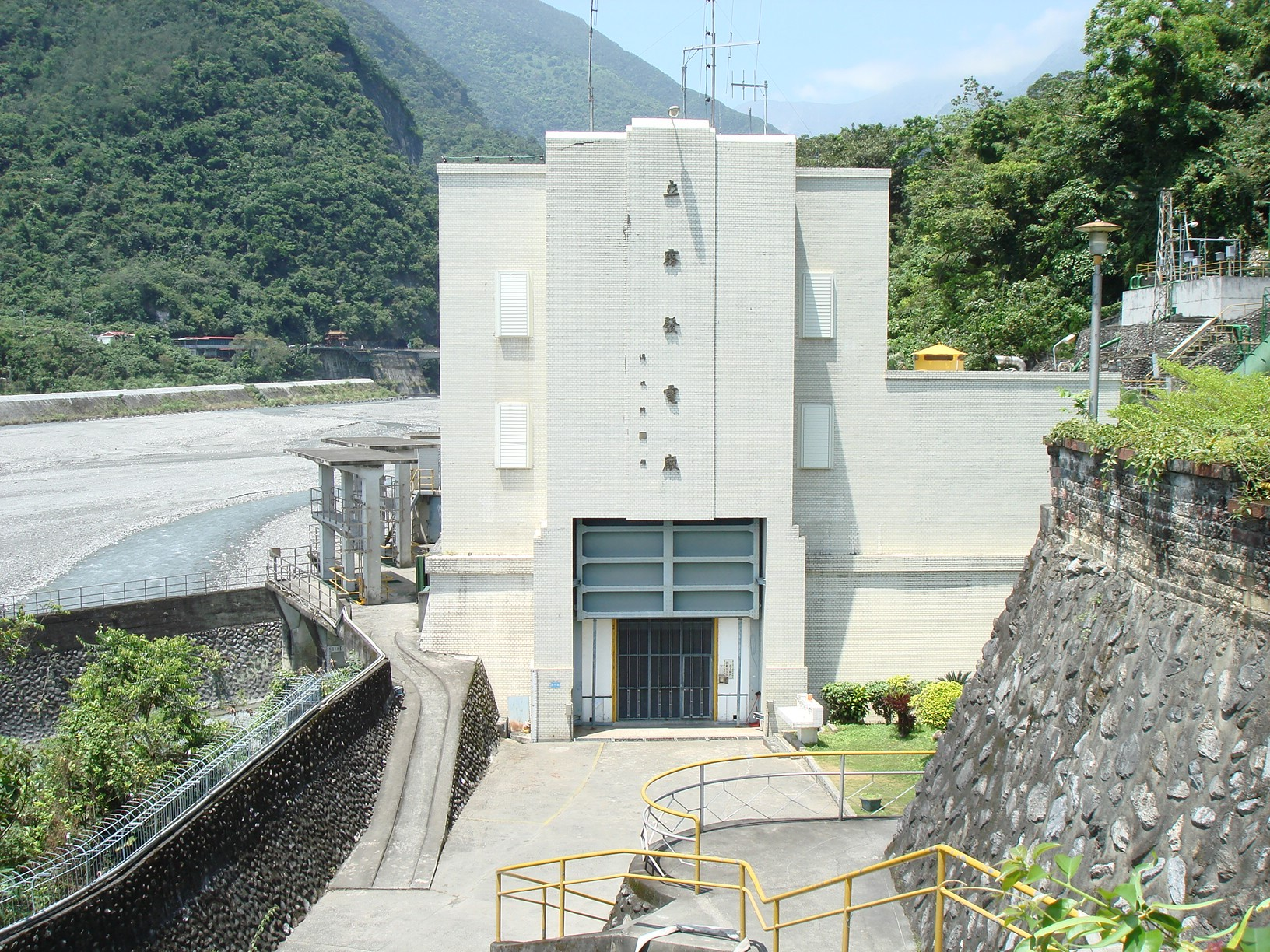
立霧機組廠房
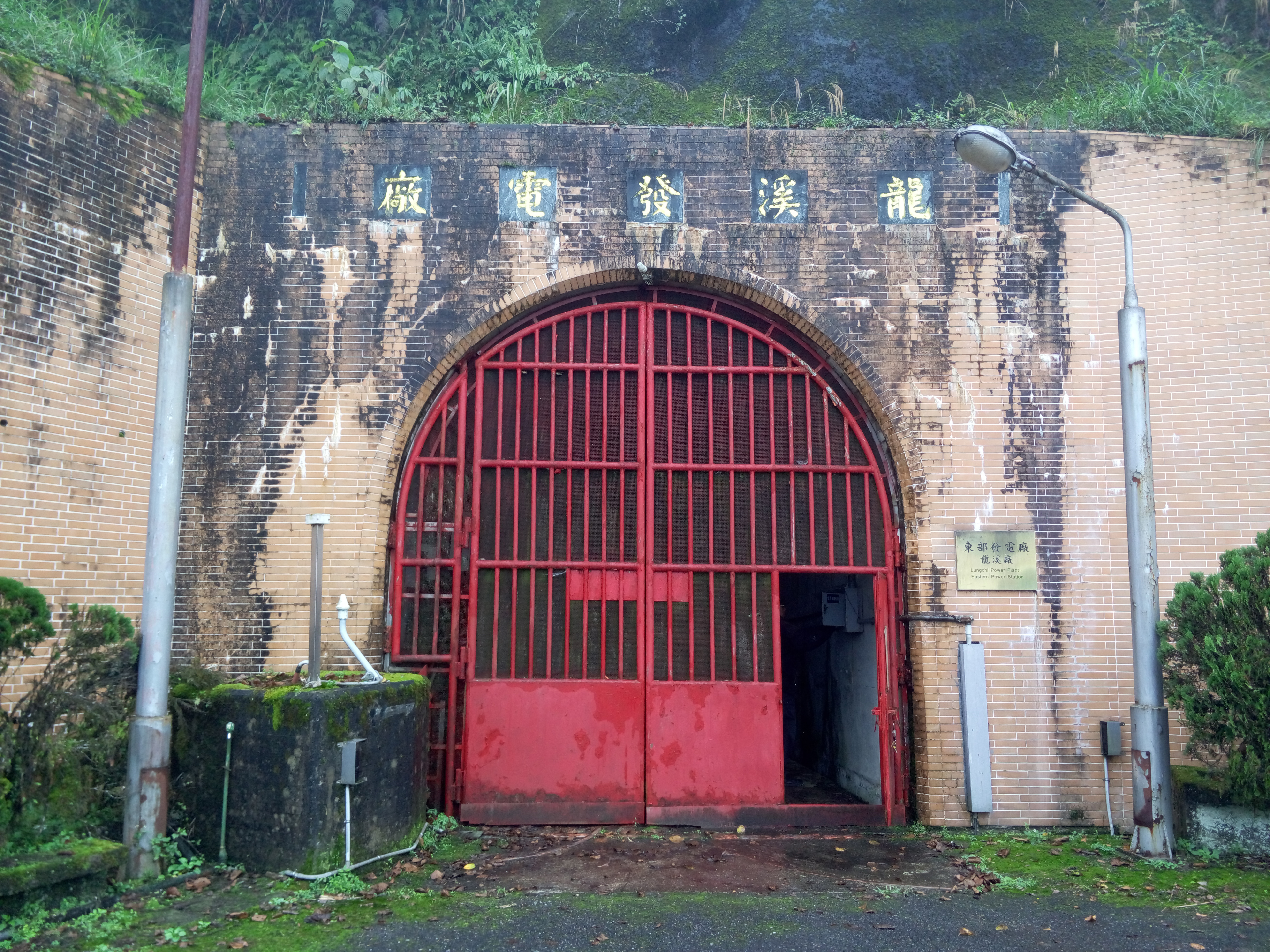
龍溪機組廠房大門
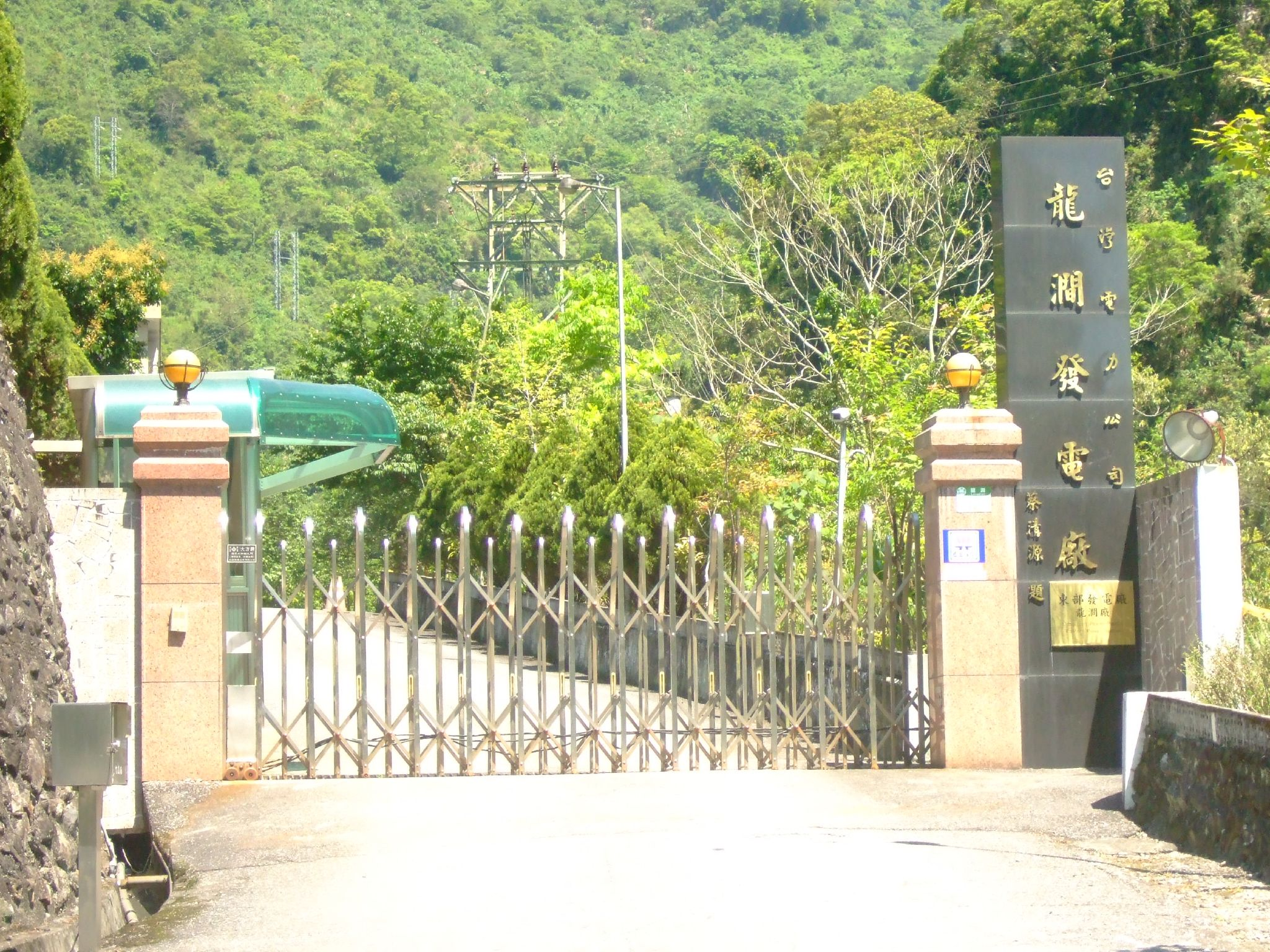
龍澗機組廠房大門
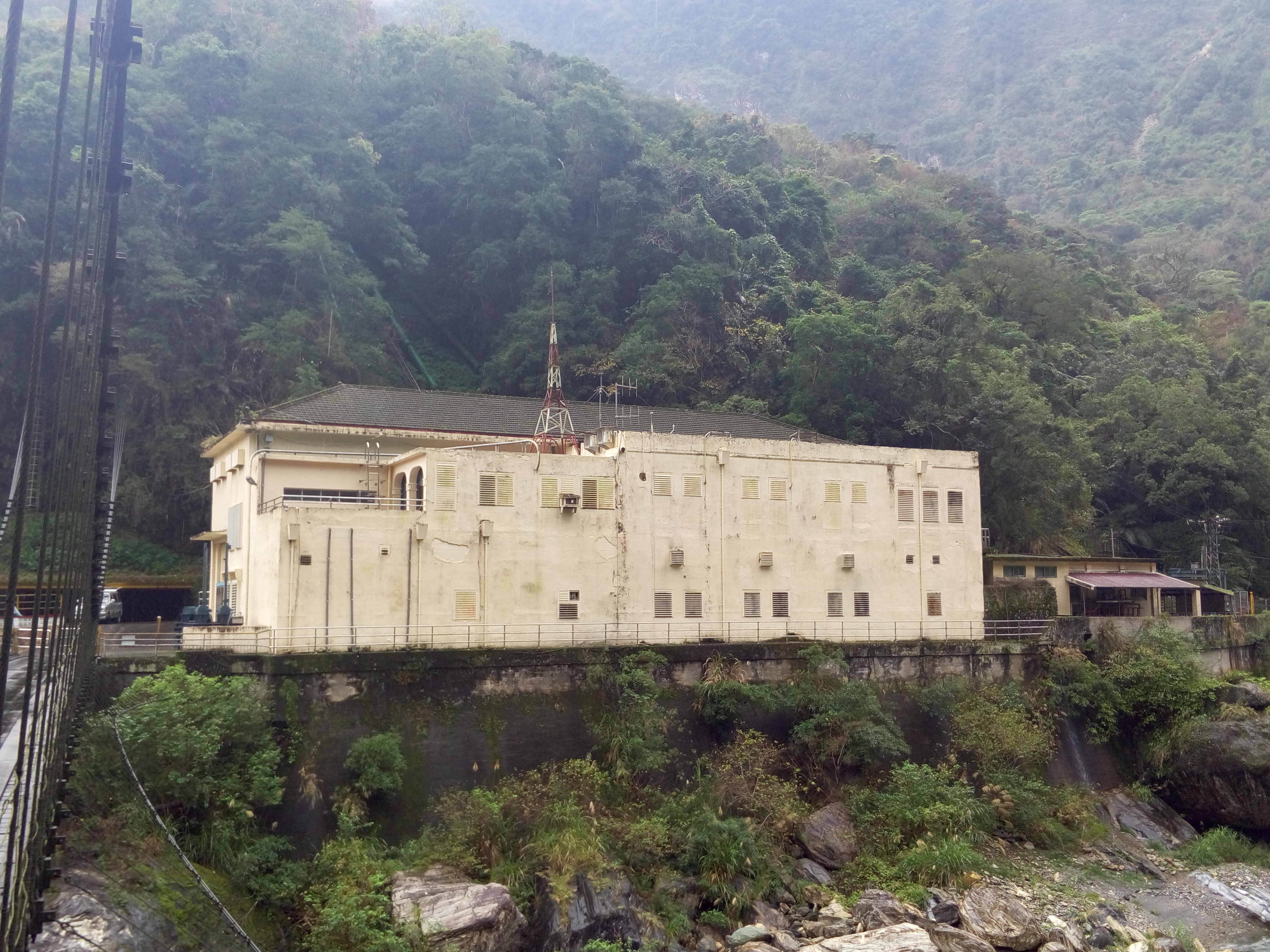
清水機組廠房
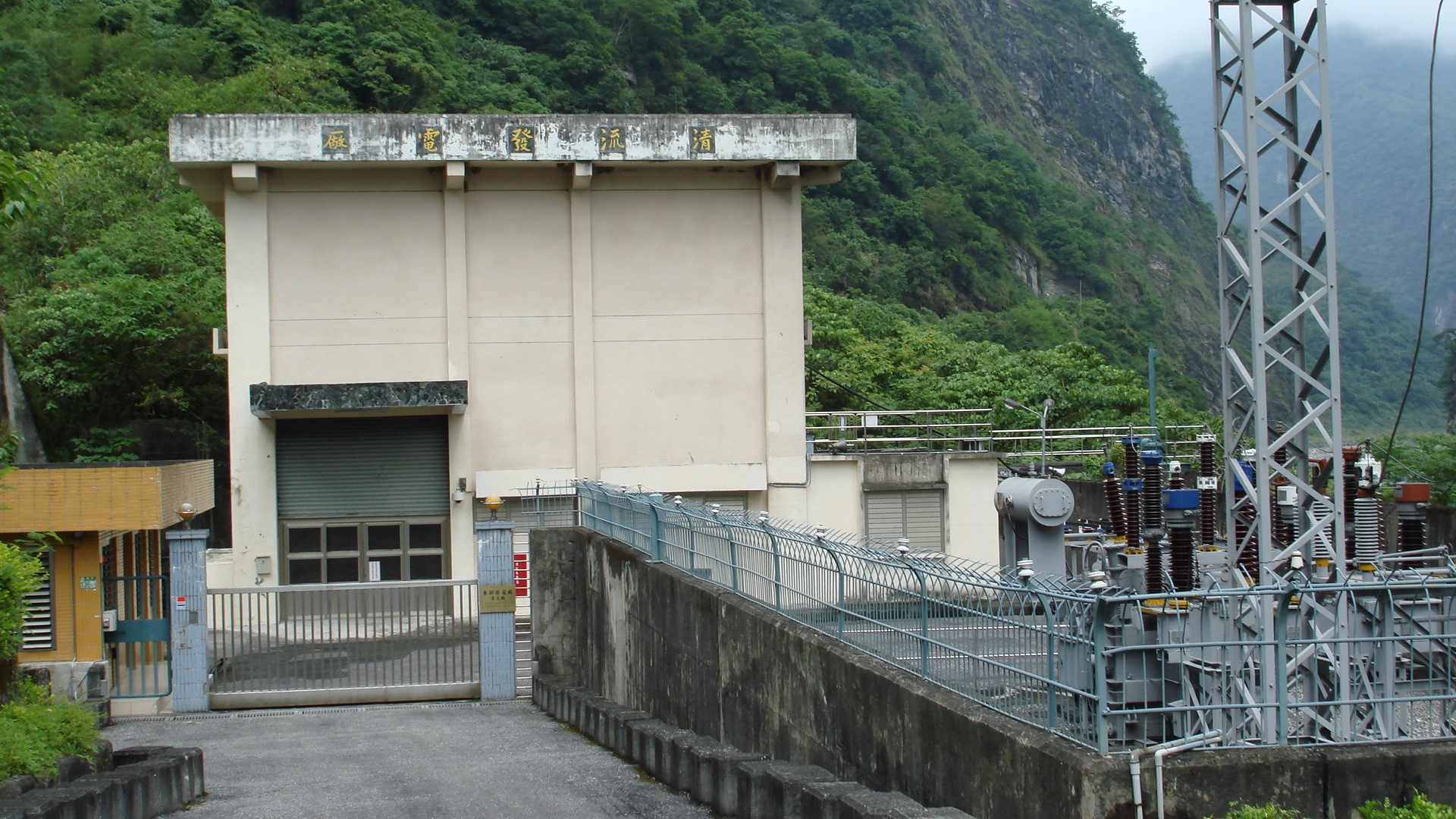
清流機組廠房大門
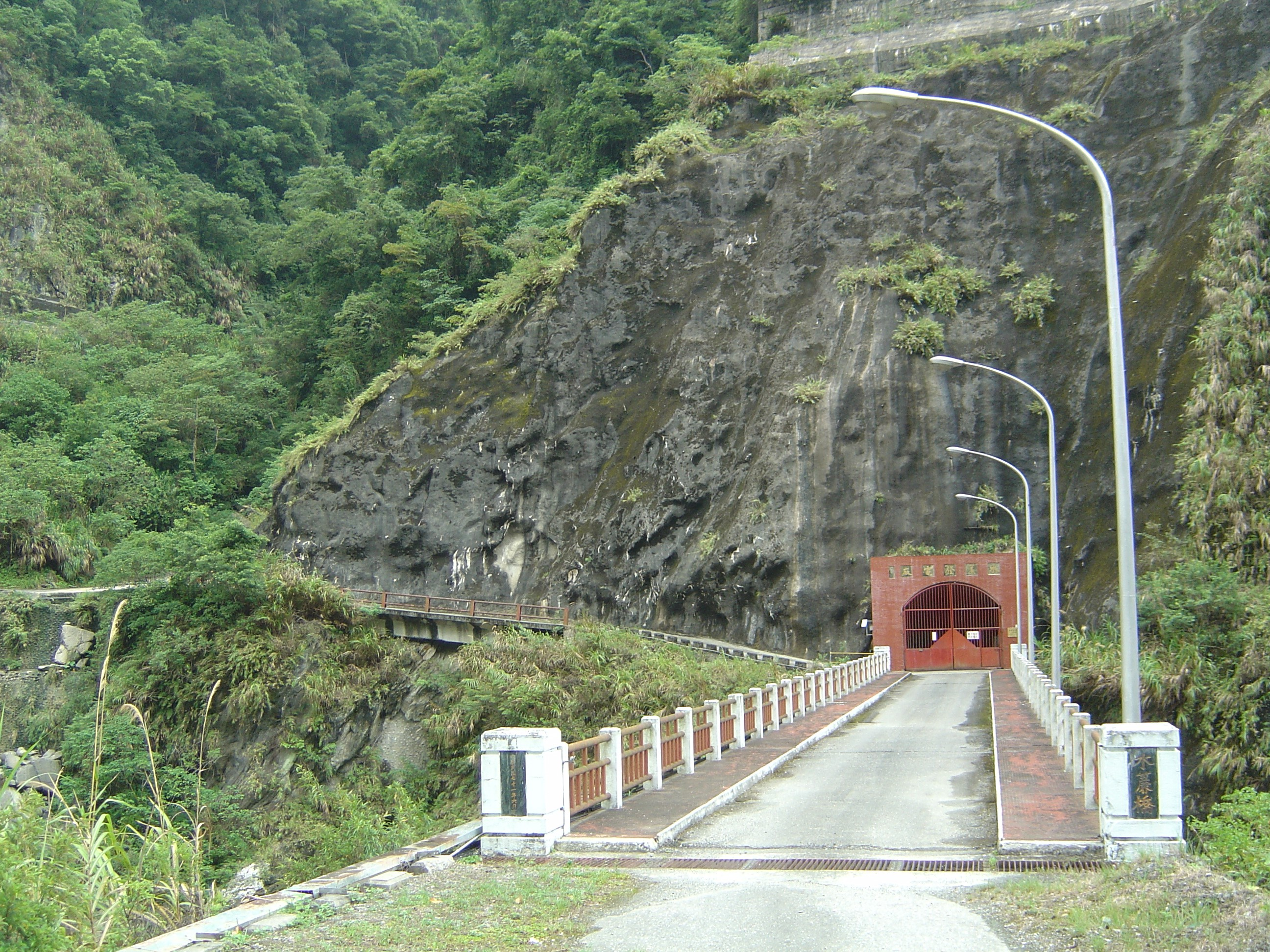
水簾機組廠房大門
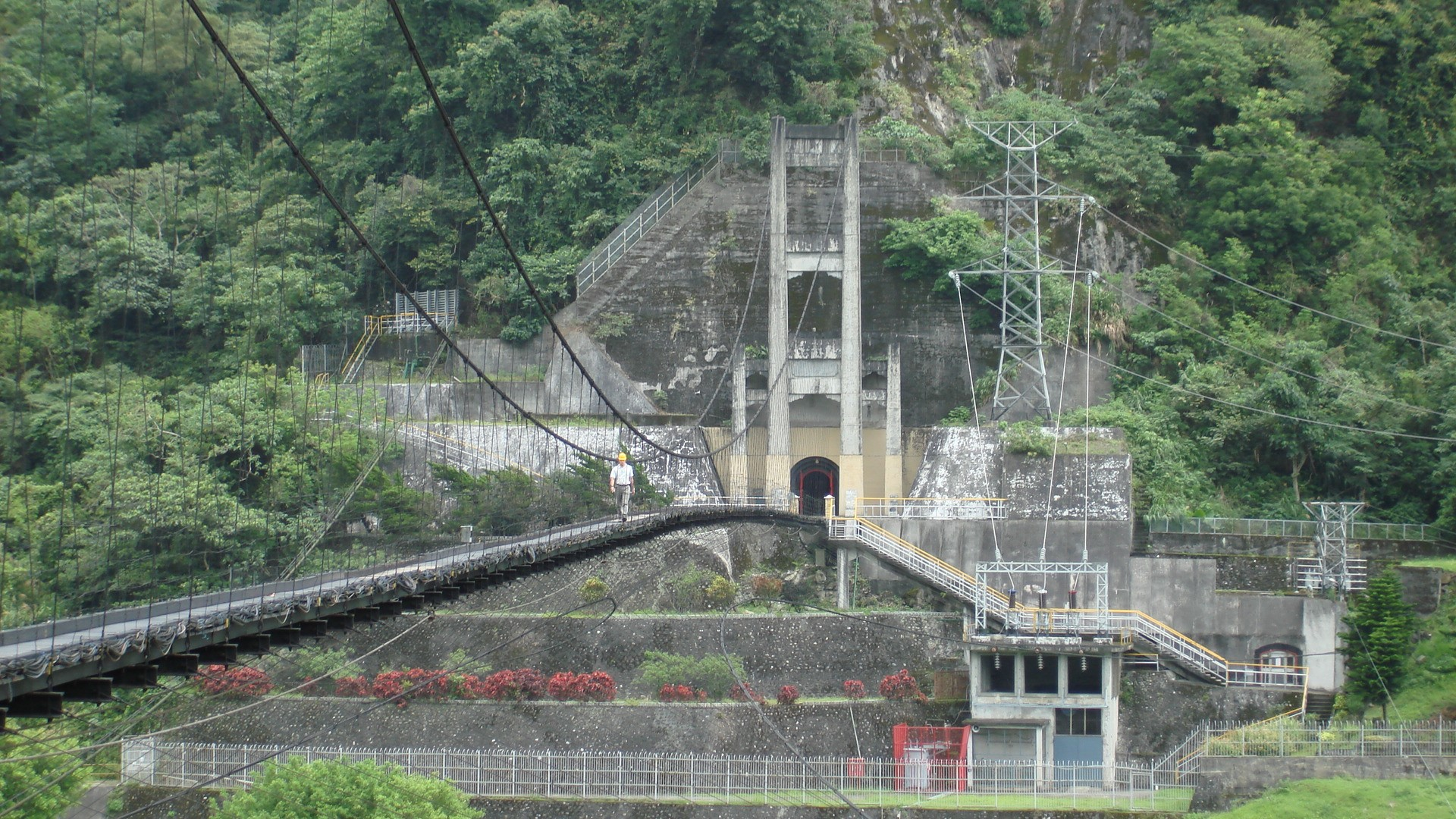
銅門機組廠房大門
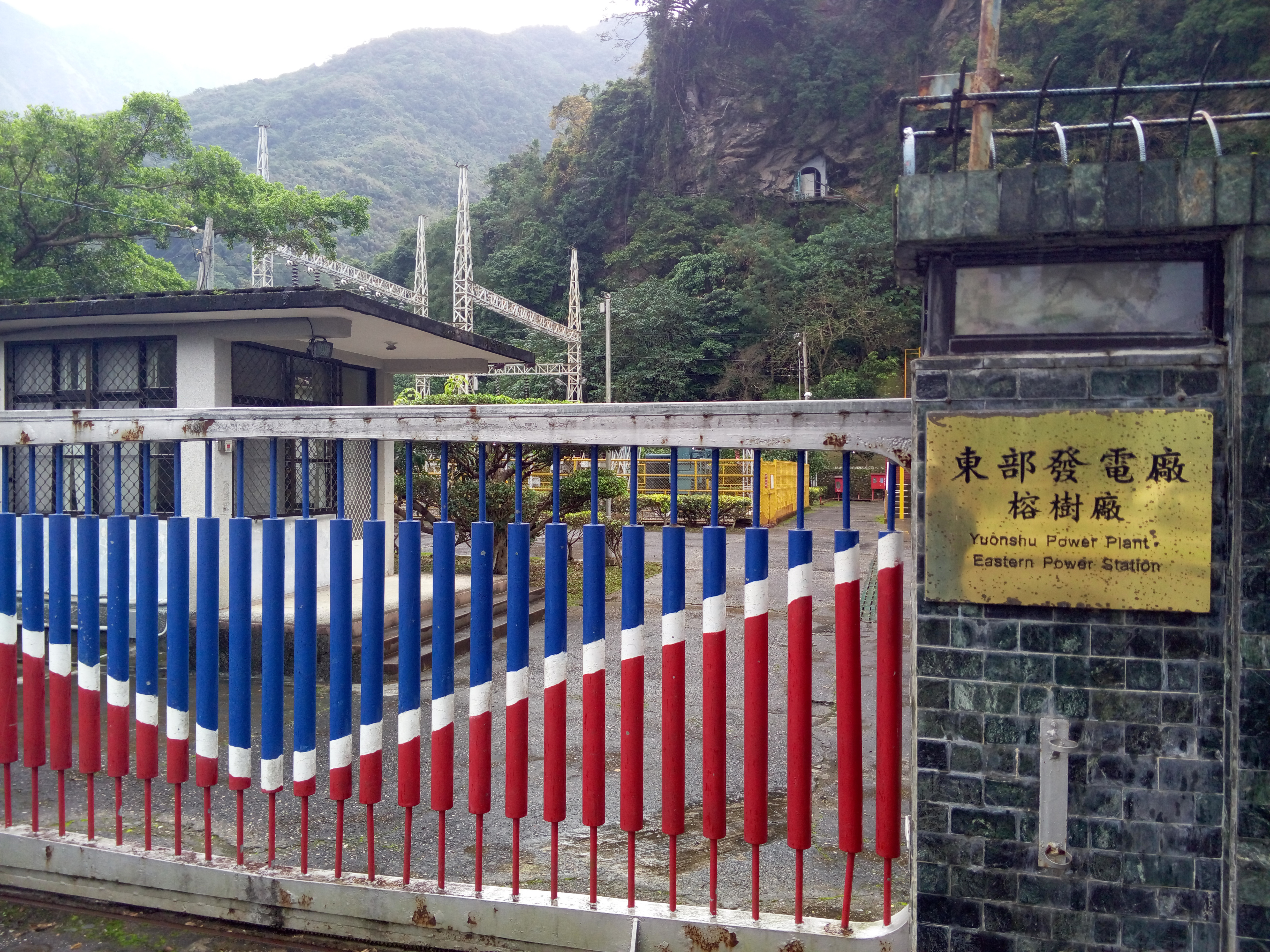
榕樹機組廠房大門
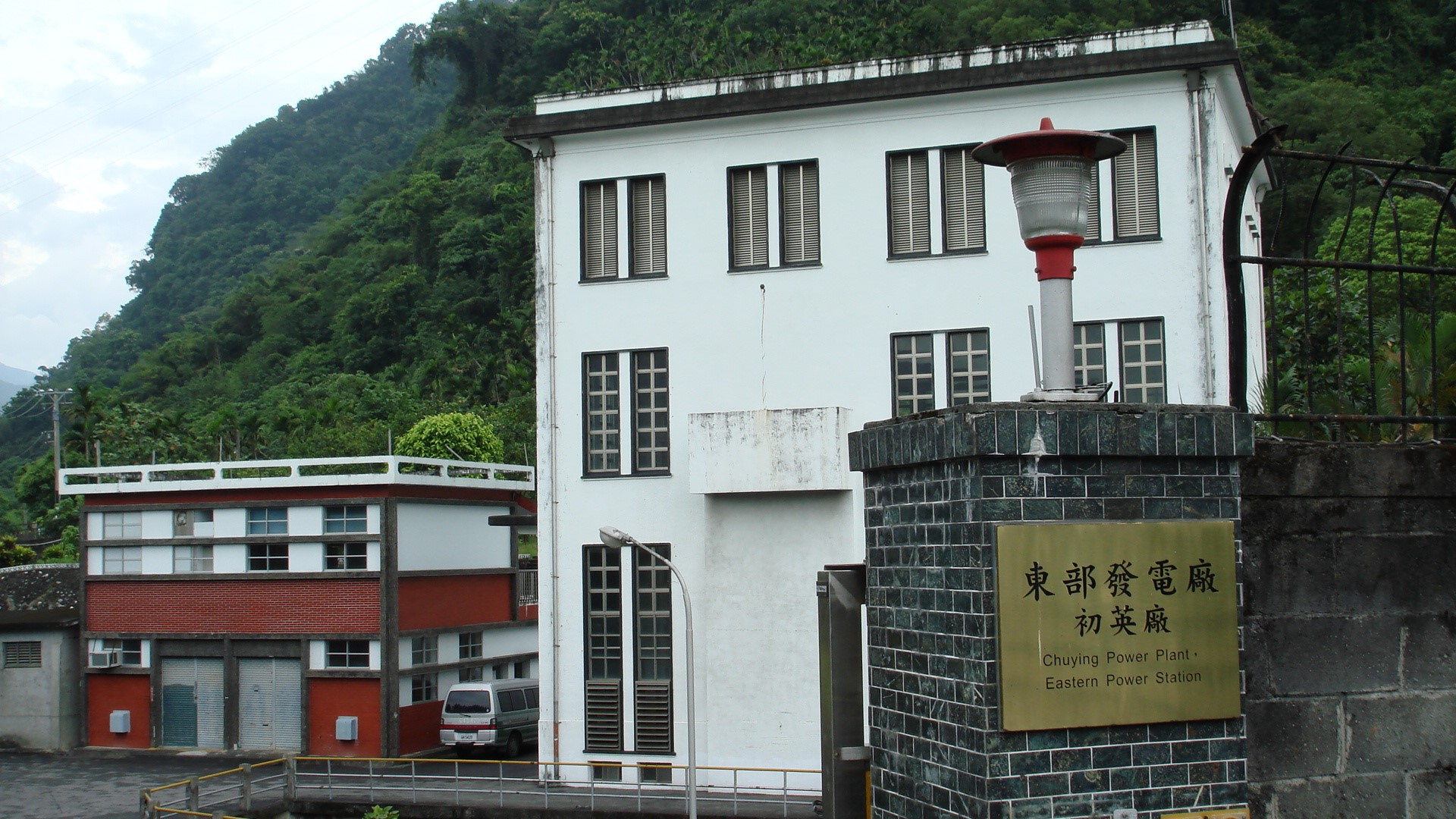
初英機組廠房大門
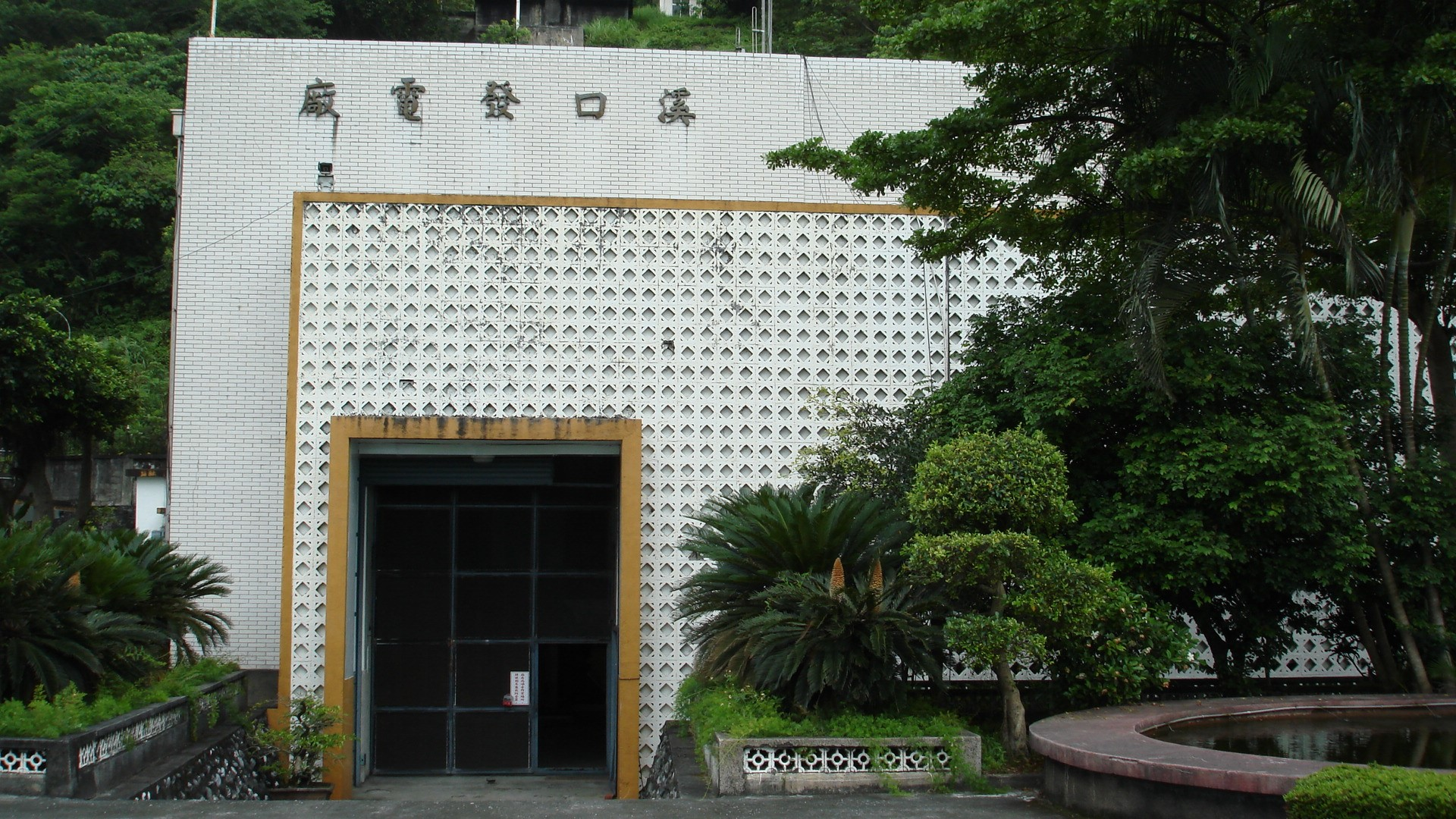
溪口機組廠房大門
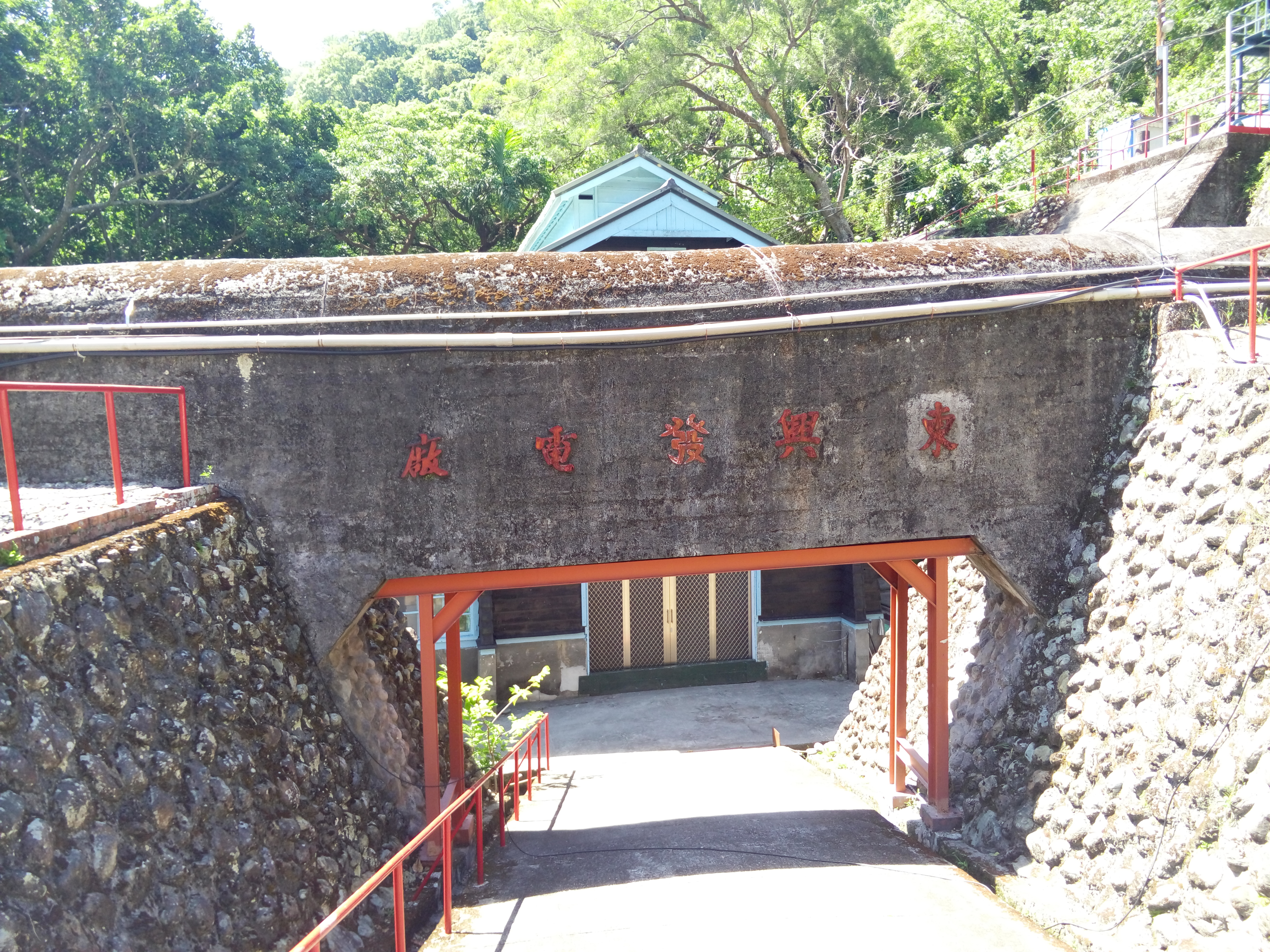
東興機組廠房大門

- 附註：啟用商轉年代中"G"為機組編號。

| 流域                                | 名稱     | 發電機組型號             | 機組數量 | 發電方式 | 設計水頭（公尺） | 單部機組流量（CMS） | 容量（MW） | 位置         | 所屬水系 | 啟用年代                                          | 引用水壩                                  | 機組圖片 | 狀態   | 備註                                                                               |
| ----------------------------------- | -------- | ------------------------ | -------- | -------- | ---------------- | ------------------- | ---------- | ------------ | -------- | ------------------------------------------------- | ----------------------------------------- | -------- | ------ | ---------------------------------------------------------------------------------- |
| 和平溪機組                          | 碧海機組 | 豎軸佩爾頓式水輪發電機   | 1        | 調整池式 | 416.8            | 17                  | 61.2       | 花蓮縣秀林鄉 | 和平溪   | 2011年                                            | 南溪壩                                    |          | 運轉中 | 臺灣第一座使用豎軸佩爾頓式水輪機的水力發電廠。                                     |
| 立霧溪機組                          | 立霧機組 | 豎軸法蘭西斯式水輪發電機 | 2        | 調整池式 | 118              | 18                  | 32         | 花蓮縣秀林鄉 | 立霧溪   | 1944年                                            | 溪畔壩                                    |          | 運轉中 | 立霧機組廠房位於太魯閣國家公園管理處附近                                           |
| 木瓜溪機組（含清水機組-支流清水溪） | 龍溪機組 | 橫軸法蘭西斯式水輪發電機 | 1        | 川流式   | 242              | 2.4                 | 4.7        | 花蓮縣秀林鄉 | 木瓜溪   | 1985年11月                                        | 小龍壩                                    |          | 運轉中 | 水輪機中心標高1279.7公尺，是臺灣目前海拔最高的水力發電廠。                         |
| 木瓜溪機組（含清水機組-支流清水溪） | 龍澗機組 | 橫軸佩爾頓式水輪發電機   | 2        | 調整池式 | 855              | 6.93                | 97.2       | 花蓮縣秀林鄉 | 木瓜溪   | G1 1959年6月8日 G2 1984年9月12日                  | 龍溪壩 檜溪壩 林溪壩 奇萊壩 天長壩 磐石壩 |          | 運轉中 | 木瓜溪上游八座發電廠之中最大的一座 為亞洲第一高落差的水力發電廠，最高落差達855公尺 |
| 木瓜溪機組（含清水機組-支流清水溪） | 水簾機組 | 豎軸法蘭西斯式水輪發電機 | 1        | 川流式   | 69.6             | 16.68               | 9.5        | 花蓮縣秀林鄉 | 木瓜溪   | 1985年4月30日                                     | 龍鳳壩 木瓜壩 龍澗機組尾水                |          | 運轉中 |                                                                                    |
| 木瓜溪機組（含清水機組-支流清水溪） | 清水機組 | 橫軸佩爾頓式水輪發電機   | 3        | 川流式   | 406              | 0.84                | 7          | 花蓮縣秀林鄉 | 清水溪   | G1 1941年 G2 1941年 G3 1939年                     | 清一壩 清二壩                             |          | 運轉中 |                                                                                    |
| 木瓜溪機組（含清水機組-支流清水溪） | 清流機組 | 橫軸法蘭西斯式水輪發電機 | 1        | 川流式   | 105              | 4.9                 | 4.2        | 花蓮縣秀林鄉 | 清水溪   | 1941年日治時期清水第二 1983年12月26日重建完工商轉 | 清水尾水 清流壩                           |          | 運轉中 | 原日治時期清水第二發電所重建                                                       |
| 木瓜溪機組（含清水機組-支流清水溪） | 銅門機組 | 豎軸法蘭西斯式水輪發電機 | 3        | 川流式   | 158              | 5.57                | 21         | 花蓮縣秀林鄉 | 木瓜溪   | 1943年                                            | 水簾壩                                    |          | 運轉中 | 臺灣第一座地下化水力發電廠                                                         |
| 木瓜溪機組（含清水機組-支流清水溪） | 榕樹機組 | 豎軸卡布蘭式水輪發電機   | 1        | 川流式   | 20               | 16.64               | 2.7        | 花蓮縣秀林鄉 | 木瓜溪   | 1967年                                            | 銅門機組尾水                              |          | 運轉中 | 臺灣第一座無人遙控發電廠                                                           |
| 木瓜溪機組（含清水機組-支流清水溪） | 初英機組 | 豎軸卡布蘭式水輪發電機   | 1        | 川流式   | 19.5             | 15.75               | 2          | 花蓮縣吉安鄉 | 木瓜溪   | 1941年                                            | 銅門機組尾水                              |          | 運轉中 |                                                                                    |
| 壽豐溪機組                          | 溪口機組 | 橫軸法蘭西斯式水輪發電機 | 1        | 川流式   | 39.6             | 8.3                 | 2.7        | 花蓮縣壽豐鄉 | 壽豐溪   | 1941年                                            | 溪口臨時壩                                |          | 運轉中 | 位於臺9線花東公路與台11丙線交叉口附近河床上。                                      |
| 利嘉溪機組                          | 東興機組 | 豎軸法蘭西斯式水輪發電機 | 2        | 川流式   | 17               | 6.42                | 0.8        | 臺東縣卑南鄉 | 利嘉溪   | 1942年                                            | 東興壩                                    |          | 運轉中 | 位於利嘉溪達魯瑪克部落上游。                                                       |

## 水壩壩體

### 和平溪流域
| 名稱   | 動工   | 竣工      | 水壩類型     | 壩高（公尺）  | 壩長（公尺）   | 壩體積（立方公尺） | 計畫容量（立方公尺） | 有效容量（立方公尺） | 集水區面積（平方公里） | 滿水位面積（公頃） | 水位標高（公尺） | 水壩圖片 | 備註         |
| ------ | ------ | --------- | ------------ | ------------- | -------------- | ------------------ | -------------------- | -------------------- | ---------------------- | ------------------ | ---------------- | -------- | ------------ |
| 南溪壩 | 2001年 | 2011年5月 | 混凝土重力壩 | 42（138英尺） | 116（381英尺） |                    | 730,000              | 635,000              | 158                    | 17.77              | 570              |          | 屬和平溪水系 |

### 立霧溪流域
| 名稱     | 動工   | 竣工   | 水壩類型     | 壩高（公尺） | 壩長（公尺）     | 壩體積（立方公尺） | 計畫容量（立方公尺） | 有效容量（立方公尺） | 集水區面積（平方公里） | 滿水位面積（公頃） | 水位標高（公尺） | 水壩圖片 | 備註         |
| -------- | ------ | ------ | ------------ | ------------ | ---------------- | ------------------ | -------------------- | -------------------- | ---------------------- | ------------------ | ---------------- | -------- | ------------ |
| 溪畔壩   | 1940年 | 1954年 | 混凝土重力壩 | 15（49英尺） | 125.8（413英尺） |                    | 340,000              | 254,000              | 510                    | 4.0                | 167.8            |          | 屬立霧溪水系 |
| 砂卡礑壩 |        |        | 混凝土重力壩 | 5.45         | 54.1             |                    |                      |                      |                        |                    |                  |          | 屬立霧溪水系 |

### 木瓜溪流域（含支流清水溪流域）
- 附註：此列表為依照水壩所在之海拔高度由上而下排序。

| 名稱   | 動工       | 竣工      | 水壩類型     | 壩高（公尺）   | 壩長（公尺）    | 壩體積（立方公尺） | 計畫容量（立方公尺） | 有效容量（立方公尺） | 集水區面積（平方公里） | 滿水位面積（公頃） | 水位標高（公尺） | 水壩圖片 | 備註                                   |
| ------ | ---------- | --------- | ------------ | -------------- | --------------- | ------------------ | -------------------- | -------------------- | ---------------------- | ------------------ | ---------------- | -------- | -------------------------------------- |
| 小龍壩 | 1960年     | 1960年    | 混凝土重力壩 | 5.5            | 30              |                    | 不適用（川流式）     | 不適用（川流式）     | 43.7                   | 不適用（川流式）   | 不適用（川流式） |          | 屬木瓜溪水系                           |
| 奇萊壩 | 1980年4月  | 1982年6月 | 混凝土重力壩 | 7              | 25.3            |                    | 不適用（川流式）     | 不適用（川流式）     | 16.13                  | 不適用（川流式）   | 不適用（川流式） |          | 屬木瓜溪水系                           |
| 林溪壩 | 1980年10月 | 1983年8月 | 混凝土重力壩 | 8              | 28.8            |                    | 不適用（川流式）     | 不適用（川流式）     | 11.14                  | 不適用（川流式）   | 不適用（川流式） |          | 屬木瓜溪水系                           |
| 檜溪壩 | 1981年9月  | 1983年8月 | 混凝土重力壩 | 7              | 22.9            |                    | 不適用（川流式）     | 不適用（川流式）     | 27.35                  | 不適用（川流式）   | 不適用（川流式） |          | 屬木瓜溪水系，為木瓜溪流域最上游的水壩 |
| 天長壩 | 1980年1月  | 1981年7月 | 混凝土重力壩 | 8              | 30              |                    | 不適用（川流式）     | 不適用（川流式）     | 18.86                  | 不適用（川流式）   | 不適用（川流式） |          | 屬木瓜溪水系                           |
| 磐石壩 | 1980年1月  | 1981年3月 | 混凝土重力壩 | 8.2            | 17.2            |                    | 不適用（川流式）     | 不適用（川流式）     | 2.50                   | 不適用（川流式）   | 不適用（川流式） |          | 屬木瓜溪水系                           |
| 龍溪壩 | 1955年     | 1959年    | 混凝土重力壩 | 29.5（97英尺） | 83（272英尺）   |                    | 220,000              | 188,000              | 52.7+76                | 3.6                | 1,276.6          |          | 屬木瓜溪水系                           |
| 龍鳳壩 | 日治時期   | 日治時期  | 混凝土重力壩 | 21.3           | 16              |                    | 不適用（川流式）     | 不適用（川流式）     | 118.4                  | 不適用（川流式）   | 不適用（川流式） |          | 屬木瓜溪水系                           |
| 木瓜壩 | 1983年11月 | 1985年8月 | 混凝土重力壩 | 24.8           | 40              |                    | 不適用（川流式）     | 不適用（川流式）     | 145.7                  | 不適用（川流式）   | 不適用（川流式） |          | 屬木瓜溪水系                           |
| 水簾壩 | 1939年     | 1943年    | 混凝土重力壩 | 27（89英尺）   | 83.8（275英尺） |                    | 220,000              | 140,000              | 67.5                   | 0.4                | 305              |          | 屬木瓜溪水系                           |
| 清一壩 | 日治時期   | 日治時期  | 混凝土重力壩 | 7.5            |                 |                    | 不適用（川流式）     | 不適用（川流式）     |                        | 不適用（川流式）   | 不適用（川流式） |          | 屬木瓜溪水系支流清水溪水系             |
| 清二壩 | 日治時期   | 日治時期  | 混凝土重力壩 | 5              | 49.2            |                    | 不適用（川流式）     | 不適用（川流式）     | 11.83                  | 不適用（川流式）   | 不適用（川流式） |          | 屬木瓜溪水系支流清水溪水系             |
| 清流壩 | 日治時期   | 日治時期  | 混凝土重力壩 | 3.5            | 60              |                    | 不適用（川流式）     | 不適用（川流式）     | 13                     | 不適用（川流式）   | 不適用（川流式） |          | 屬木瓜溪水系支流清水溪水系             |

### 利嘉溪流域
| 名稱   | 動工          | 竣工     | 水壩類型     | 壩高（公尺） | 壩長（公尺） | 壩體積（立方公尺） | 計畫容量（立方公尺） | 有效容量（立方公尺） | 集水區面積（平方公里） | 滿水位面積（公頃） | 水位標高（公尺） | 水壩圖片 | 備註         |
| ------ | ------------- | -------- | ------------ | ------------ | ------------ | ------------------ | -------------------- | -------------------- | ---------------------- | ------------------ | ---------------- | -------- | ------------ |
| 東興壩 | 1941年2月12日 | 1942年底 | 混凝土重力壩 | 9.5          | 37.5         |                    |                      |                      |                        |                    |                  |          | 屬利嘉溪水系 |

#### 龍溪抽水計畫

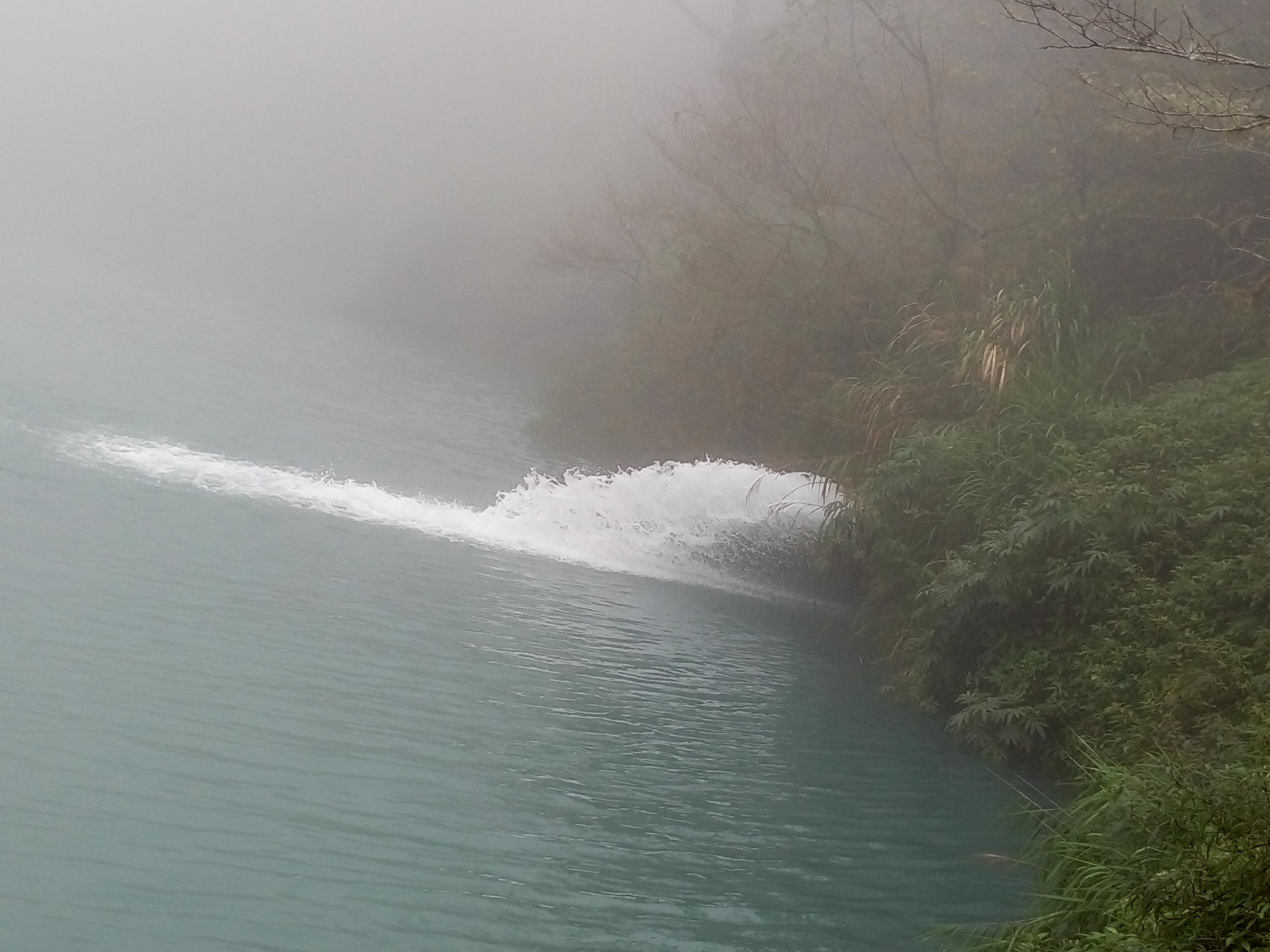
龍溪抽水站將龍溪壩滲流水回送至龍溪調整池的出水口

1963年，龍溪壩完工後為增加龍澗機組於龍溪枯水期時的尖峰發電能力5.475MW，並且，由於龍溪壩壩基為石灰岩組成，長年約有0.5CMS的滲流水遺失，因此開始規劃龍溪抽水計畫，該計畫為利用龍溪壩的滲流水，於龍溪壩下游600公尺、海拔標高1,050公尺處興建一座長26.3公尺、高5公尺的小型攔河堰，在於攔河堰左岸山腹內興建一座地下廠房，並安裝兩部1,200馬力由馬達帶動的抽水機，其最大抽水量為0.5CMS，抽水水頭高度為231公尺，抽水站抽出的水再由長270.3公尺、內徑0.5公尺的輸水鋼管以及長376公尺、寬0.7公尺、深0.8公尺的暗渠箱涵將溪水再度回送到龍溪調整池中蓄留。該項工程於1965年2月正式動工，耗時2年於1967年5月完工正式啟用。當時，該座抽水站是由下游的龍澗機組進行遠端遙控，為全臺首座遙控抽蓄水力設施。

#### 奇萊引水工程

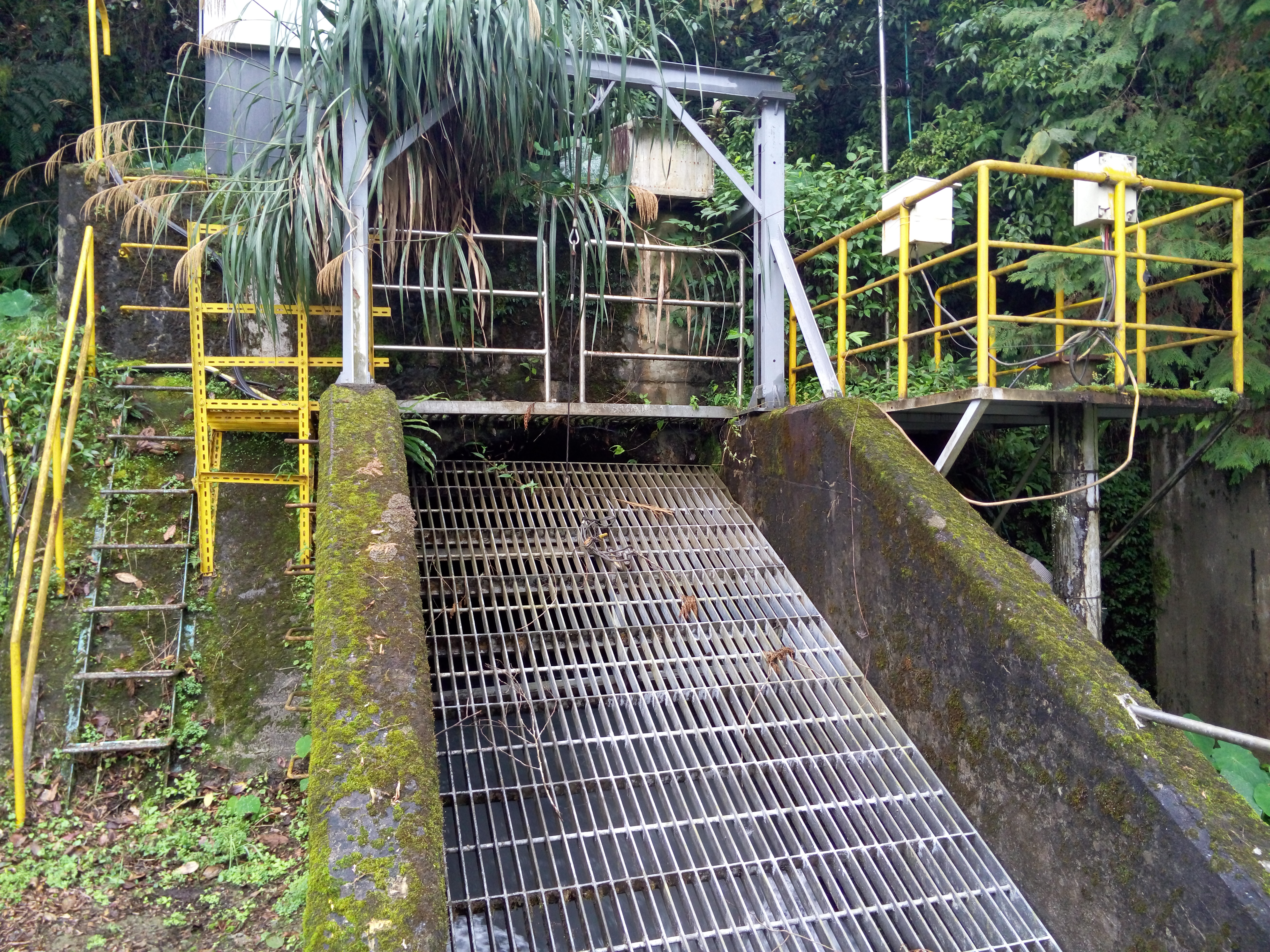
奇萊引水隧道出口，該隧道匯集了奇萊山區上五座水壩，林溪壩、檜溪壩、奇萊壩、天長壩、磐石壩所攔截的山區溪流水後注入龍溪調整池中。

龍溪壩興建完工後，發生水壩滲漏的問題。龍溪溪水在進入調整池前即潛入地下形成伏流，使水壩攔截不到溪水。臺電公司為了解決此一問題，並增加龍澗機組的發電量，乃在1960年於龍溪壩的上游避開伏流漏水河段，興建「小龍澗壩」（後來簡稱為「小龍壩」），將龍溪的溪水利用導水隧道直接導入龍溪壩之調整池。而，因該條引水隧道的出口與龍溪調整池之間，有高達海拔147公尺的落差，為利用此水力效能，於1985年配合木瓜溪水力發電工程，在隧道出口與調整池之間再興建一座小型水力發電廠，稱為龍溪發電廠，目前已改為東部發電廠龍溪機組。
1977年，奇萊引水工程由榮工處承辦，計畫利用木瓜溪更上游的河段，包括檜溪、林溪、奇萊溪、天長溪及磐石溪等五條支流，興建數座攔水壩，分別興築檜溪壩、林溪壩、奇萊壩、天長壩、磐石壩等五座小型攔水壩，再開鑿一條全長14.7公里的導水隧道將攔截水流引到下游的龍溪壩調整池中，整體引水工程於1984年全數完工。

## 新規劃機組

### 萬里水力發電計劃

#### 計畫該要
萬里水力發電計劃為2010年遭取消的西寶水力發電計畫後續延續。臺電在西寶計畫停辦後於同年，2010年11月將原西寶計畫的計畫內容進行部分修改，並將原「西寶水力電廠」改為「萬里水力電廠」，其主要修改內容為取消自馬太鞍溪截取溪水的大馬攔河堰以及馬太鞍溪越域引水隧道，而在萬里溪部分則依原西寶計劃預定在萬里溪上游標高約398公尺處興建壩高約6～13公尺的混凝土重力壩（暫定名稱為萬里壩或萬里堰）攔截溪水。
壩後形成調整池以調續尖峰發電流量，於緊鄰右岸處設置電廠進水口，再以6.169公里長的頭水隧道引水到下游至平壓塔後，銜接地下式壓力鋼管至萬里溪下游左岸標高約208公尺處的半地下式的機組廠房（暫定為萬里水力電廠）。廠房內預計裝設發電機組兩部，合計裝置容量約為49,000瓩，發電尾水洩放回萬里溪。另電力由開關場引接至既設之鳯林變電所，年發電量165百萬度，預計投入資金為新臺幣119億元，總計使用近50公頃土地。

#### 計劃進度
萬里水力發電計劃經臺電修正內容後在2010年12月臺電舉辦環評程序的公開說明會，數百位花蓮萬里地區居民到場關心。然而因取消馬太鞍溪得大馬引水計畫後，其主要的反對者變為萬里溪下游的居民。2011年7月29日送交環保署進行環境影響評估後，環保署環評決議因評爭議過大，因此「萬里水力發電廠」須進入二階環評。2012年7月環保署召開「第二階段影響評估」範疇界定會議，裁定深入評估的項目（深入評估地質、生態、灌溉水等議題）。
| 名稱       | 發電機組型號             | 機組數量 | 發電方式 | 設計水頭（公尺） | 單部機組流量（CMS） | 容量（萬瓩） | 位置         | 所屬水系 | 啟用年代 | 攔水壩名       | 狀態   | 備註             |
| ---------- | ------------------------ | -------- | -------- | ---------------- | ------------------- | ------------ | ------------ | -------- | -------- | -------------- | ------ | ---------------- |
| 萬里發電廠 | 豎軸法蘭西斯式水輪發電機 | 1        | 調整池式 | 201.9            | 21                  | 3.8          | 花蓮縣萬榮鄉 | 萬里溪   | 2025年   |                | 計畫中 | 萬里水力發電計畫 |
| 萬里發電廠 | 豎軸法蘭西斯式水輪發電機 | 1        | 調整池式 | 201.9            | 6                   | 1.1          | 花蓮縣萬榮鄉 | 萬里溪   | 2025年   | 萬里壩（暫定） | 計畫中 |                  |

#### 現況
2014年5月，臺電完成「二階環境影響評估報告」，準備送環保署審查。

## 已取消計畫

### 西寶水力發電計劃

#### 計劃該要
西寶水力發電計劃為一水利聯合開發計劃，其目的在於利用位在花蓮縣萬榮鄉以及光復鄉等地區山谷中的萬里溪及馬太鞍溪之水力進行發電。
該計劃包含西寶水利發電計畫與大馬引水計畫二部份，總計劃統稱西寶水力發電計劃。西寶水力發電計劃中預定在萬里溪河床標高388公尺處一座興建混凝土重力壩（攔水壩暫定名稱為西寶壩）用作為調整池方式來調節溪水流量，其發電機組的進水口設置於水壩上游右岸處，並建有6,615公尺的導水壓力隧道將溪水引流至萬里溪主流河床標高180公尺處之山腹內的地下發電廠（發電廠暫定名稱為西寶發電廠）進行發電。
另於馬太鞍溪上游河床標高472公尺處興建一座攔河堰（攔河堰暫定名稱為大馬攔河堰），並且再興建一條長達4,760公尺的壓力導水隧道穿過兩溪中間之分水嶺與西寶水力發電廠的導水隧道末端會合，來共同發電。
原定計劃中的預估發電量為74,200瓩，淨尖峰供電能力為52,063瓩。預定在2005年（民國94年）開始動工興建，預計耗時5年至2010年（民國99年）完工開始商轉發電。總預計興建耗費需約新臺幣11,293,624.000元。
| 名稱       | 發電機組型號             | 機組數量 | 發電方式 | 設計水頭（公尺） | 單部機組流量（CMS） | 容量（萬瓩） | 位置                | 所屬水系 | 預定啟用年代 | 攔水壩名                          | 狀態   | 備註 |
| ---------- | ------------------------ | -------- | -------- | ---------------- | ------------------- | ------------ | ------------------- | -------- | ------------ | --------------------------------- | ------ | ---- |
| 西寶發電廠 | 豎軸法蘭西斯式水輪發電機 | 1        | 調整池式 | 201.9            | 1.34                | 7.42         | 花蓮縣萬榮鄉 光復鄉 | 萬里溪   | 2010年       | 西寶壩（暫定） 大馬攔河堰（暫定） | 已取消 |      |
| 西寶發電廠 | 豎軸法蘭西斯式水輪發電機 | 1        | 調整池式 | 201.9            | 2.6                 | 7.42         | 花蓮縣萬榮鄉 光復鄉 | 馬太鞍溪 | 2010年       | 西寶壩（暫定） 大馬攔河堰（暫定） | 已取消 |      |

#### 計劃進度
西寶水力發電計劃原定在在2005年（民國94年）開始動工興建，然而因計劃中預定自馬太鞍溪越域引水與萬里溪導水隧道引水匯流後發電尾水洩放至萬里溪，導致光復鄉馬太鞍溪周圍居民產生疑慮，而西寶發電廠的預定地下廠址亦在鑽探時遭逢高溫地熱，引起居民認為興建發廠會影響當地溫泉開發及觀光發展的疑慮，使得西寶水力發電計劃在2005年（民國94年）度及2006年（民國95年）度的預算均遭到立法院刪除。
2009年（民國98年）2月19日臺電再次檢送經修改過的西寶水力發電計劃陳報經濟部核轉行政院申請西寶水力發電計劃復工，惟因西寶水力發電計劃修正後，其原計畫內容已大幅度變更，因此須重新辦理環境影響評估，而臺電認為時程已來不及於2010年（民國99年）5月27日的緩辦期限之前辦理完成，因此中止了西寶修正計劃及停辦西寶水力發電計劃。

#### 現況
西寶水力發電計劃於2010年（民國99年）3月29日奉行政院核准停辦，並以萬里計畫替代原先的西寶水力發電計劃，其尚未完工的對外聯絡道路與水壩基底則處於荒廢狀態。

### 立霧水力發電計劃

#### 計劃該要

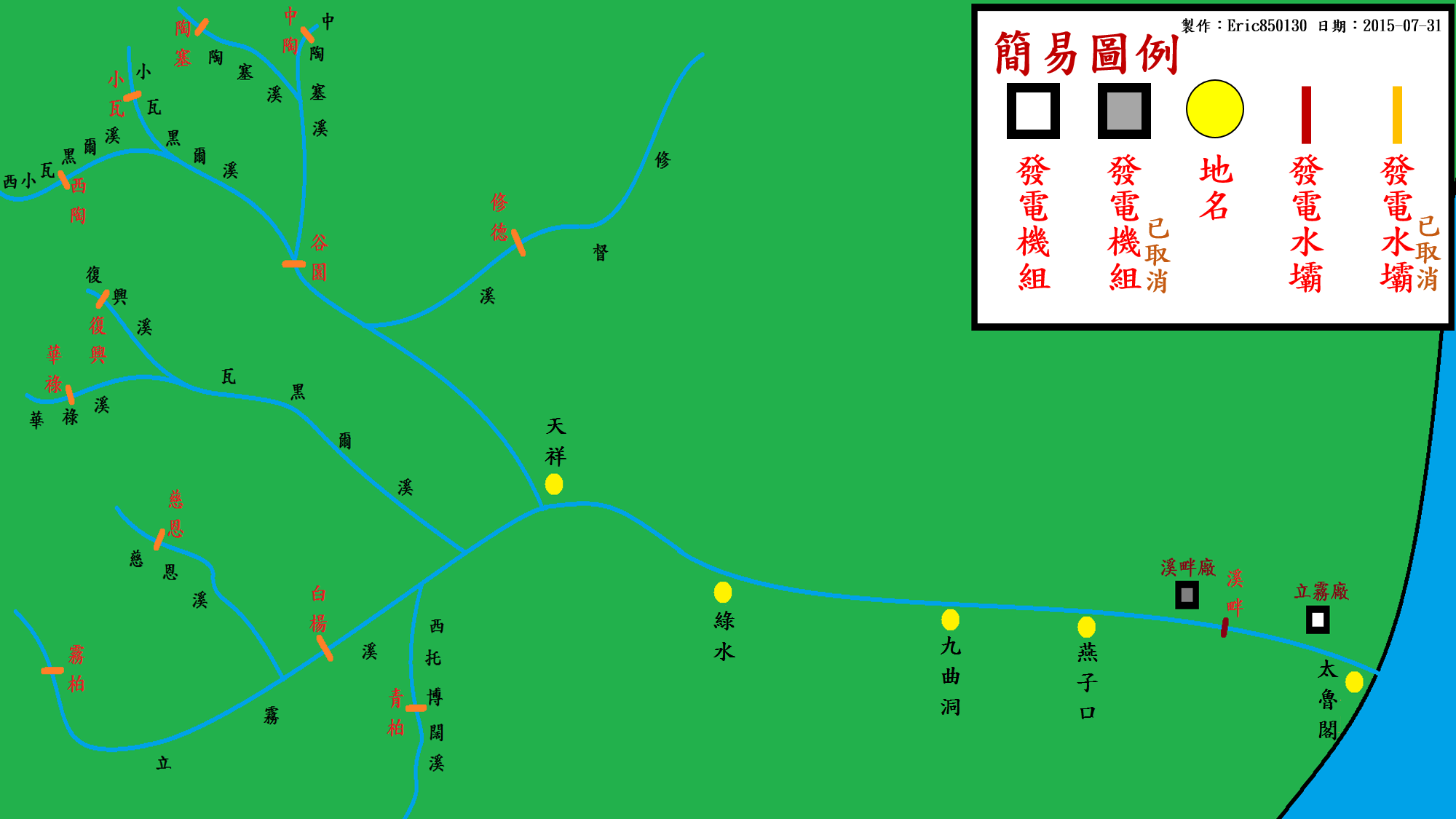
立霧水力開發計劃中已動工的溪畔水力發電計劃與谷園水力發電計劃水壩預定位置圖

立霧水力發電計劃是指臺電公司旗下尚未改組成東部發電廠的東部發電處在1970年代（民國60年代）於立霧溪上規劃的一系列水力發電工程計劃。
此計劃由於立霧溪溪水流相當湍急，且山谷深峻，具有開發水力發電的價值。因此最早在1962年（民國51年）臺電東部發電處開始著手初步規劃，經探勘後發現，立霧溪的溪畔至慈母橋間，天祥至西寶及復興溪、華祿溪上游一帶以矽質片岩為主，岩質堅硬；綠水至錦文橋等下游地區，由結晶石灰岩組成，溪畔及其附近則有片麻岩貫入，大部份岩層堅硬緻密，非常適合興建水力發電用的攔水壩。
- 溪畔水力發電計劃：本計劃係興建白楊、鶴壽、修德、青柏等水壩引取立霧溪天祥以上主流及各支流之水，匯集於谷園，並在谷園地區立霧溪河谷上興建水壩設置容量608,000立方公尺之調整池（水壩暫名為谷園壩，計劃壩高57公尺）[21]，經調整池調節後，再以長約10公里之壓力隧道，沿立霧溪左岸山腹輸送至現有立霧溪之溪畔壩上游附近左岸山中。在山中規劃建地下電廠（暫名為溪畔發電廠，廠房預計寬19公尺、高31公尺、長45公尺），以505公尺的高度落差進行發電，廠內擬裝置2部豎軸佩爾頓式水輪發電機，每部容量8萬瓩，總裝置容量16萬瓩。[19]

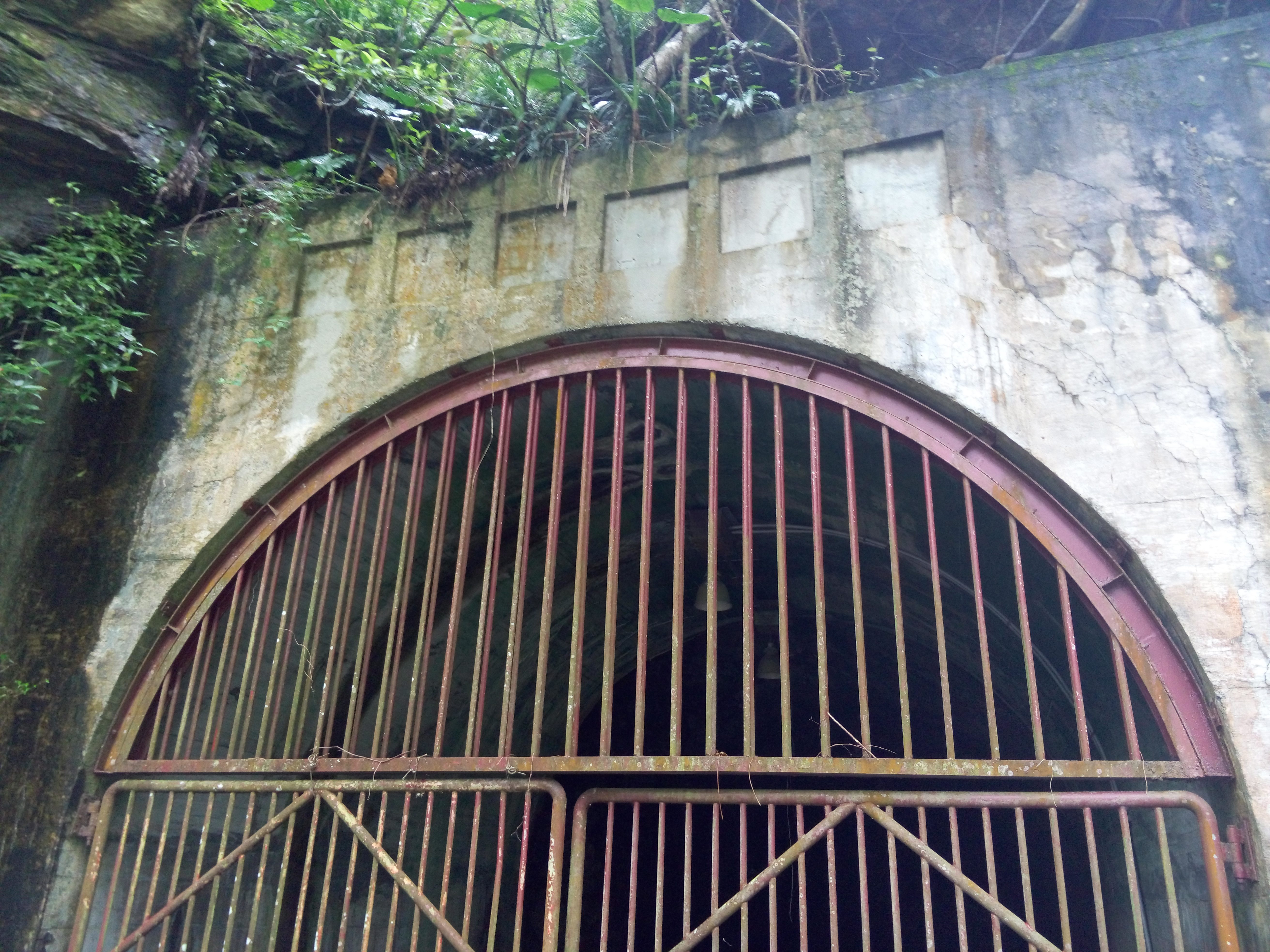
溪畔發電廠停止興建後的廠房大門入口隧道

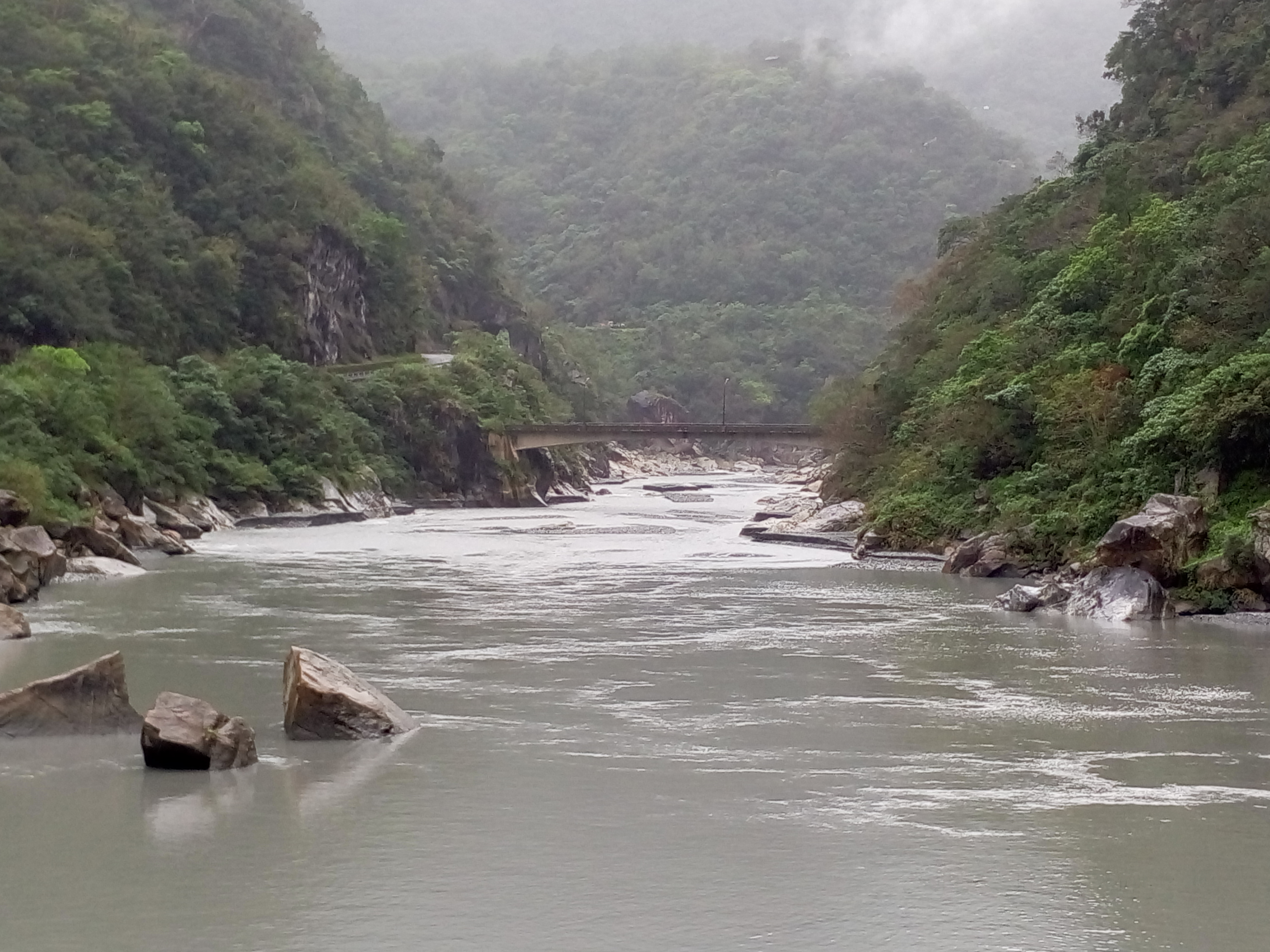
溪畔調整池上的溪畔發電廠預力橋

- 谷園水力發電計劃：本計劃係在立霧溪主流上游海拔標高1250.7 公尺處，興建霧柏壩一座，形成容量為390,000立方公尺之調整池。並在中陶塞溪、陶塞溪、小瓦黑爾溪、西小瓦黑爾溪、華祿溪、復興溪及慈恩溪興建中陶壩、陶塞壩、小瓦壩、西瓦壩、華祿壩、復興壩及慈恩壩，利用各壩匯集溪水，經導水管道引至12.8公里長的壓力隧道，至谷園發電廠的地下廠房發電，發電後尾水直接導入谷園調整池中接續溪畔水力發電計劃。設計用水量為20.0CMS，電廠裝置容量為900.00瓩。[19]

- 立霧第二計劃：本計劃為重建立霧發電廠的後續計劃，本計劃擬築壩址在大北投下游150公尺處，壩高20公尺，長70公尺，壓力隧道直徑3.6公尺，長8.79公里，發電廠位於溪畔壩至立霧發電廠之間導水隧道沉砂池之上游，統計水頭269公尺，最大引水量32秒立方公尺，裝置容量為68000千瓦。[19]

- 饅頭山計劃：本計劃擬利用立霧溪主流、隆溪、及黑爾溪三溪之水合併發電，平均引水量為7.48秒立方公尺，有效水頭達791公尺，裝置容量為76,400千瓦。[19]

- 梅園計劃：本計劃係引用大沙溪上游支流陶塞溪與小瓦黑爾溪之流水，會合後引至梅園發電廠，平均引水量為6.15秒立方公尺，有效水頭220公尺，裝置容量為17,300千瓦。[19]

- 天祥計劃：本計劃係引用大沙溪之流水，緊接梅園發電所下游之另一發電計劃，平均引水量為7.4秒立方公尺，有效水頭260公尺，裝置容量為23,900千瓦。[19]

1974年（民國63年），當臺電進行更進一步規劃後認定碧綠、谷園、溪畔及砂卡礑等4個水力發電計劃為技術上較可行的計劃，總裝置容量共259,600瓩，其中溪畔水力（160,000瓩）及谷園水力（90,000瓩）是一系列立霧水力發電計劃中，其中二個最具有開發潛能（經濟評估合格）的優良水力發電計劃。然而當時因政府推動十大建設，導致人力、資金等籌措困難，因此民國65年臺電公司最終決定優先開發經濟價值較高的溪畔水力發電計劃與谷園水力發電計劃。
- 僅列出已動工的溪畔水力發電計劃與谷園水力發電計劃。

| 名稱       | 發電機組型號           | 機組數量 | 發電方式 | 設計水頭（公尺） | 單部機組流量（CMS） | 總容量（萬瓩） | 位置         | 所屬水系 | 預定啟用年代 | 攔水壩名                                                                                                 | 狀態   | 備註 |
| ---------- | ---------------------- | -------- | -------- | ---------------- | ------------------- | -------------- | ------------ | -------- | ------------ | --- | ------ | ---- |
| 溪畔發電廠 | 豎軸佩爾頓式水輪發電機 | 2        | 調整池式 | 505              |                     | 16             | 花蓮縣秀林鄉 | 立霧溪   |              | 白楊壩（暫定） 鶴壽壩（暫定） 修德壩（暫定） 青柏壩 （暫定） 谷園壩（暫定）                              | 已取消 |      |
| 谷園發電廠 |                        |          | 調整池式 |                  |                     | 9              | 花蓮縣秀林鄉 | 立霧溪   |              | 中陶壩（暫定） 陶塞壩（暫定） 小瓦壩（暫定） 西瓦壩（暫定） 華祿壩（暫定） 復興壩（暫定） 慈恩壩（暫定） | 已取消 |      |

- 溪畔計劃預定興建攔水壩之簡表[19][21]

| 水壩名稱（暫訂） | 水系       | 集水面積（平方公里） | 設計引水量 | 壩高（公尺） |
| ---------------- | ---------- | -------------------- | ---------- | ------------ |
| 谷園壩           | 陶塞溪     | 147.20               | 36.8       | 57.0         |
| 青柏壩           | 西托博闊溪 | 16.20                | 1.50       | 9.5          |
| 白楊壩           | 立霧溪主流 | 159.00               | 16.50      | 23.5         |
| 鶴壽壩           | 瓦黑爾溪   | 52.10                | 26.05      | 19.7         |
| 修德壩           | 休督溪     | 15.00                | 1.40       | 12.5         |

- 谷園計劃預定興建攔水壩之簡表[19]

| 水壩名稱（暫訂） | 水系       | 集水面積（平方公里） | 設計引水量 | 壩高（公尺） |
| ---------------- | ---------- | -------------------- | ---------- | ------------ |
| 霧柏壩           | 立霧溪主流 | 243.00               | 20.00      | 61.5         |
| 中陶壩           | 中陶塞溪   | 6.4                  | 0.5        | 9.0          |
| 陶塞壩           | 陶塞溪     | 36.2                 | 3.0        | 13           |
| 小瓦壩           | 小瓦黑爾溪 | 32.3                 | 2.6        | 21           |
| 西瓦壩           | 西瓦黑爾溪 | 7.2                  | 0.6        | 5            |
| 華祿壩           | 華祿溪     | 27.7                 | 2.3        | 12           |
| 復興壩           | 復興溪     | 11.2                 | 1.0        | 8            |
| 慈恩壩           | 慈恩溪     | 18.6                 | 1.5        | 11.5         |

#### 計劃進度
溪畔水力發電計劃在1979年（民國68年）7月奉行政院經濟部核准開始進行先期工程，總工程預計將投資新臺幣164億元。先期工程內容包括：地形測量、地質調查及探查孔開挖。後續開始進行正式的興建工程，然而工程開始沒多久，其施工時所帶來的環境破壞立即引發各界的關注，其中，該計劃在立霧溪中游之主、支流興建多座攔水壩引水發電，但這種作法將對立霧溪百萬年切割形成的太魯閣峽谷會造成嚴重的衝擊，當立霧溪下游水流變小，侵蝕切割的力量也大減，溪床會不斷堆積，太魯閣峽谷因此而不再發育。為此，時任經濟部長的趙耀東、內政部長林洋港、政務委員費驊、立法委員謝深山、郭榮宗都曾於1983年（民國72年）7月22日前往施工現場進行勘查。
另外，當時內政部營建署已著手規劃設立太魯閣國家公園。為了搶救太魯閣峽谷，內政部營建署遂於1984年（民國73年）5月22日公告太魯閣國家公園的區域範圍，同時也主動與民間學界、媒體合作，陸續發表反對立霧水力發電計劃的立場，認為不應為了少許的電力，犧牲珍貴的自然景觀與生態。後續經濟部彙集各界意見之後，於同年3月5日，經建會會議審查結論以立霧溪水力發電計畫經濟效益不大與破壞景觀為由，決定擱置這項計劃。
當時興建工程中臺8線中部橫貫公路至各隧道橫坑1.32公里、支流引水壩之施工道路計35公里、跨河進入地下電廠的溪畔預力橋59公尺、通往上游水壩的道路34公里、地下電廠廠房及廠房通道161公尺等工程皆已完工。然而因計劃擱置，後續工程全面停擺，並於同年10月獲行政院同意，包含已動工的溪畔水力發電計劃、谷園水力發電計畫在內的「立霧溪水力發電計畫」就此終止。
- 臺電已開闢之施工道路簡表[19]

| 道路名稱 | 道路長度（公里） | 道路寬度（公尺） | 水系         | 當前狀態 | 備註事項 |
| -------- | ---------------- | ---------------- | ------------ | -------- | --- |
| 寧平路   | 10.5～13.5       | 3.5              | 立霧溪主流   | 已廢棄   | 自寧安橋立霧溪左岸處，沿立霧溪北岸，經溪畔至 CP5 施工橫坑，續繞行至巴達岡溪上游，至 CP4 施工橫坑。 |
| 上溪路   | 2.2              | 3.5              | 布洛灣無名溪 | 使用中   | 自上溪橋至開關廠平台（布洛灣平台）及炸藥庫。在國家公園管理處開發布洛灣為遊憩區後，目前為布洛灣台地與中橫上溪橋間的聯絡道路。                                                                                         |
| 武嶺路   | 4.7～4.9         | 3.5              | 荖西溪       | 已廢棄   | 自合流岳王亭處，經合流台地，沿荖西溪向上游伸展，至 CP3 施工橫坑。 |
| 文嶺路   | 2.7              | 3.5              | 荖西溪       | 已廢棄   | 自武嶺路約 2 公里處，沿荖西溪至 CP2 施工橫坑。 |
| 白楊路   | 7.6～8.5         | 2.5              | 立霧溪主流   | 使用中   | 自天祥隧道南口 - 塔次基里溪北岸向上游 - 饅頭山東南麓 - 白楊瀑布 - 塔次基里溪 - 塔次基里溪南岸 - 白楊壩預定地 - 青柏引水隧道出口。因道路里程7.2公里處經過古白楊部落附近而得名，目前已由太魯閣國將公園接手改為白楊步道 |
| 鶴壽路   | 3.0～4.1         | 3.5              | 瓦黑爾溪     | 已廢棄   | 自天祥隧道南口至鶴壽壩預定地，截去瓦黑爾溪口至鶯橋間的合歡越嶺古道，至薛家場下方。目前崩毀嚴重，且路徑不清。 |
| 修德路   | 0.7～1.8         | 3.5              | 休督溪       | 已廢棄   | 自泰山隧道至修德壩預定地前 CP1 施工橫坑。 |

#### 現況
臺電公司為「立霧溪水力發電計畫」修築共計7條，全長約為34～38公里的山區施工道路，而至今僅上溪路以及天祥至白楊壩預定地全長7.6公里的白楊路路段在臺電公司停工後由太魯閣國家公園接手改名「白楊步道」開放觀光以外，其餘道路則處於荒廢狀態。
而今日經臺8線中部橫貫公路行經溪畔壩上游時，仍可看見已廢棄的溪畔發電廠跨河橋樑與地下廠房的入口。

## 山區水壩維護方式

### 木瓜溪流域
東部發電廠位於木瓜溪流域沿線的發電廠及水壩皆由原省道臺14線花蓮已通車路段（龍澗→奇萊）做為保線道路進行維護與維修，而該段道路雖有省道之名，但皆由臺灣電力公司負責道路養護，設有臺電專用養護路標、里程牌，公路總局部分僅設有一塊「台14線179K」之水泥製里程碑。
2009年11月19日，行政院公告解編臺14線廬山（屯原）至仁壽之間的路段後，原臺14線東段（龍澗→奇萊）也隨之失去省道之資格，成為臺電專門的保線道路。
而位在非原臺14線上的檜溪壩、林溪壩原另有專門之保線道路自五甲崩山下的五甲隧道前往，然而前往上述兩座水壩必經的五甲隧道因該地區地質狀況極度不穩，導致山坡大面積滑動，五甲隧道內部結構因而受壓變形而無法通行，東部發電廠後續沒有進行修復，目前則改為先利用遠端遙控方式將檜溪壩、林溪壩、奇萊壩等三壩的進水口閘門關閉，並將天長壩附近的緊急廊道排水門開啟，讓隧道內的餘水淨空後，工程人員再藉由這條緊急廊道進入輸水隧道，以避開已坍塌的路段前往檜溪壩、林溪壩進行簡易維修及耙污。

## 外部連結
- 東部發電廠簡介 - 台灣電力公司
- 花蓮縣現有水庫壩堰 - 經濟部水利署